# Le Bal du rat mort
Ne doit pas être confondu avec Bal du Rat mort.
Le Bal du rat mort est une bande dessinée fantastique belge scénarisée par Jan Bucquoy et dessinée par Jean-François Charles. Elle est parue en 1980 aux éditions Michel Deligne et a été rééditée chez Glénat en 1986.
Unique travail collaboratif des deux auteurs, Le Bal du rat mort raconte en 45 pages une invasion de rats manipulés par un homme qui se comporte comme un vampire.
« Le bal du Rat mort » est un bal masqué organisé lors du carnaval d'Ostende.
Plusieurs maisons de production se sont intéressées à la transcription de cette bande dessinée en un long-métrage, mais aucun des projets n'a abouti,

## Genèse de l'œuvre
Le scénario est de Jan Bucquoy et les dessins en couleur de Jean-François Charles.
Il s'agit de leur première bande dessinée ensemble.
Le tome 1 des Pionniers du Nouveau Monde sera la suivante et la dernière. L'auteur envisageait une suite dans un deuxième tome qui n'a jamais été réalisé. L'écriture du scénario a duré deux années jusqu'au découpage.
Les dessins ayant pris une année de plus, le projet commencé en 1977 ne s'est achevé qu'en 1980.
La date de 1977 est liée à la fin de la carrière théâtrale du scénariste qui avait achevé une tournée à Narbonne avec des pièces de Michel de Ghelderode. 
L'auteur a été influencé par le journal de bande dessinée Pilote.
Le succès de ce premier tome vendu à 50 000 exemplaires, l'a incité à poursuivre l'écriture de bandes dessinées pour adultes. Il évoque l'évolution du théâtre vers la bande dessinée : « De pièces non jouées aux scénarios pour B.D., il y a un parcours logique qui mène d'une action dialoguée à une autre forme d'action dialoguée. »
(Pourquoi pas?, 7 juillet 1984, article de Alain Gomez : "La santé d'un auteur censuré". Dans ce même article il se rappelle qu'il a été machiniste dans le film Un soir, un train (1968) d'André Delvaux).
L'action du Bal du rat mort se déroule en 1977 au casino d'Ostende et dans les alentours, avec quelques scènes à Bruxelles.
L'intrigue met en scène Jean Lamorgue, inspecteur de police spécialisé en criminologie pathologique, qui est délégué à Ostende pour y résoudre une affaire.
Il perdra le contrôle des événements et de lui-même : « Qu'est-ce qu'il m'arrive ? Il faut que je me surveille, je ne me contrôle plus, cette affaire m'angoisse ! C'est comme si je me sentais concerné... ».
Arrivés en masse, des rats envahissent les immeubles, vident les réserves dans les caves, bloquent les ascenseurs et s'attaquent aux chats et aux humains.
La ville doit être évacuée.

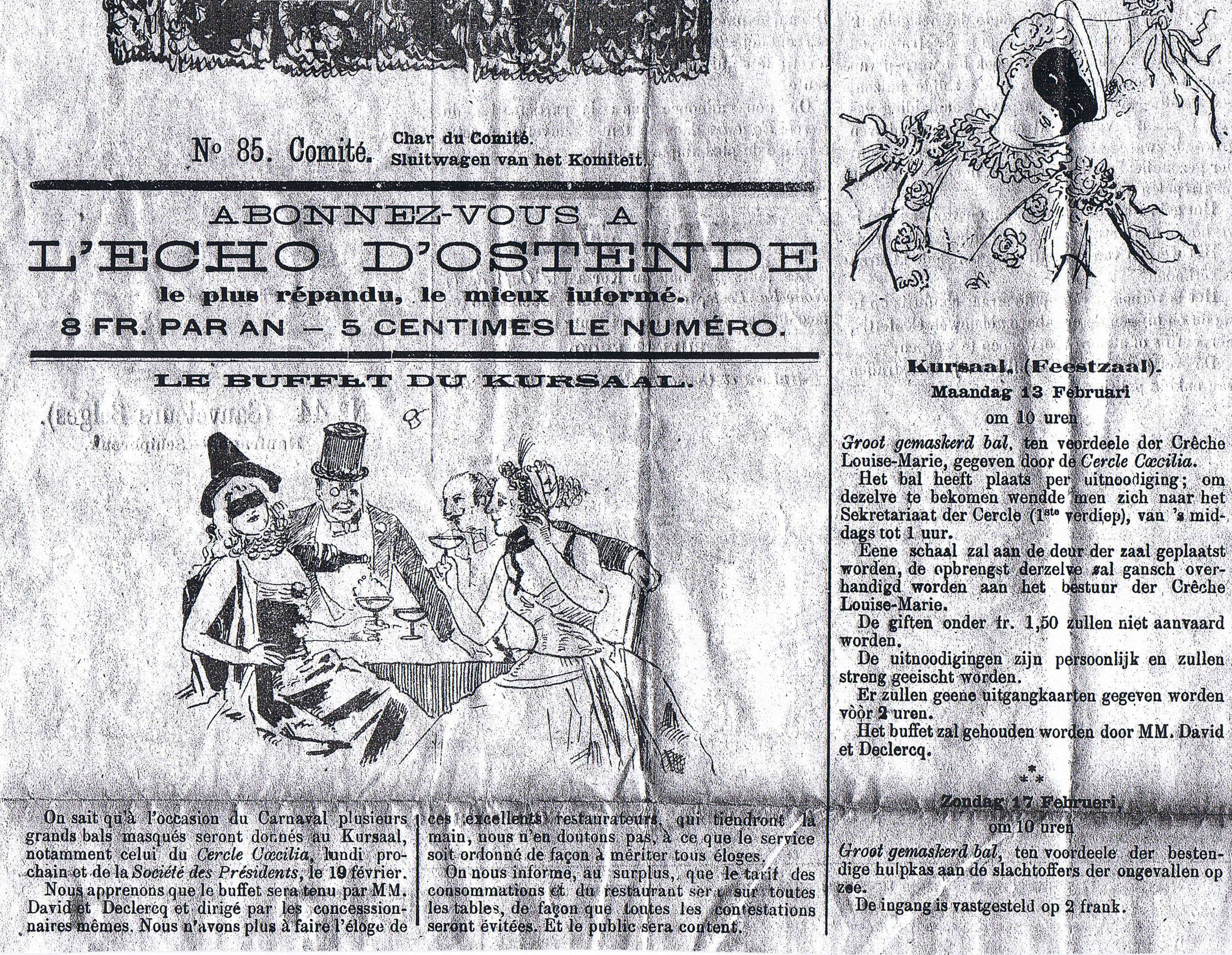
Dessins d'un journal : carnaval d'Ostende en 1899, avec références au Cercle Coecilia qui organisait Le Bal du rat mort à partir de 1898.

Le choix de placer l'histoire à Ostende est lié d'une part au réel bal masqué annuel ostendais, le « Bal du rat mort », organisé par le Cercle Coecilia depuis 1898 le premier samedi de mars en commémoration du cabaret Le Rat mort, visité par Ensor et ses amis au cours d'un voyage à Paris en 1896.
Le café du Rat mort a bel et bien existé : il s'agissait d'un café parisien situé sur les hauteurs de Pigalle où se croisaient écrivains, poètes et artistes de tout genre comme Alphonse Daudet, François Coppée ou Charles Bataille.
Son véritable nom était le café Pigalle, juste en face de la Nouvelle-Athènes, un établissement lui aussi fréquenté par beaucoup d'hommes de lettres.
Les débuts du café Pigalle furent des plus modestes ; mais un hasard heureux le fit sortir de l'obscurité, et du jour au lendemain il eut la clientèle de son concurrent.
D'autre part, le titre est lié aux affinités artistiques de l'auteur avec Ostende, acquises depuis ses représentations en tant que régisseur des Masques ostendais de Michel de Ghelderode.
En outre, des origines flamandes ne sont pas non plus à exclure, en particulier la bande dessinée Het Rattenkasteel de Marc Sleen, le roman De Verwondering de Hugo Claus et la nouvelle Die Tote von Ostende de Hermann Kesten.
Het Rattenkasteel raconte les aventures de Néron et Van Zwam dans un château à Erps-Kwerps.
Ils sont menacés par un énorme rat et par le dangereux docteur Ratsjenko.
Die Tote von Ostende décrit l'assassinat de la jeune fille Margareta Cheyns (qui fréquentait des cartomanciennes) à Ostende en 1933, dont le cadavre méconnaissable et en pleine décomposition fut retrouvé dans les dunes, mutilé et enterré dans le sable.
L'affaire Claudine Vander Vloet, dont le corps fut retrouvé sur la plage d'Ostende, eut un énorme retentissement à l'époque (1957)

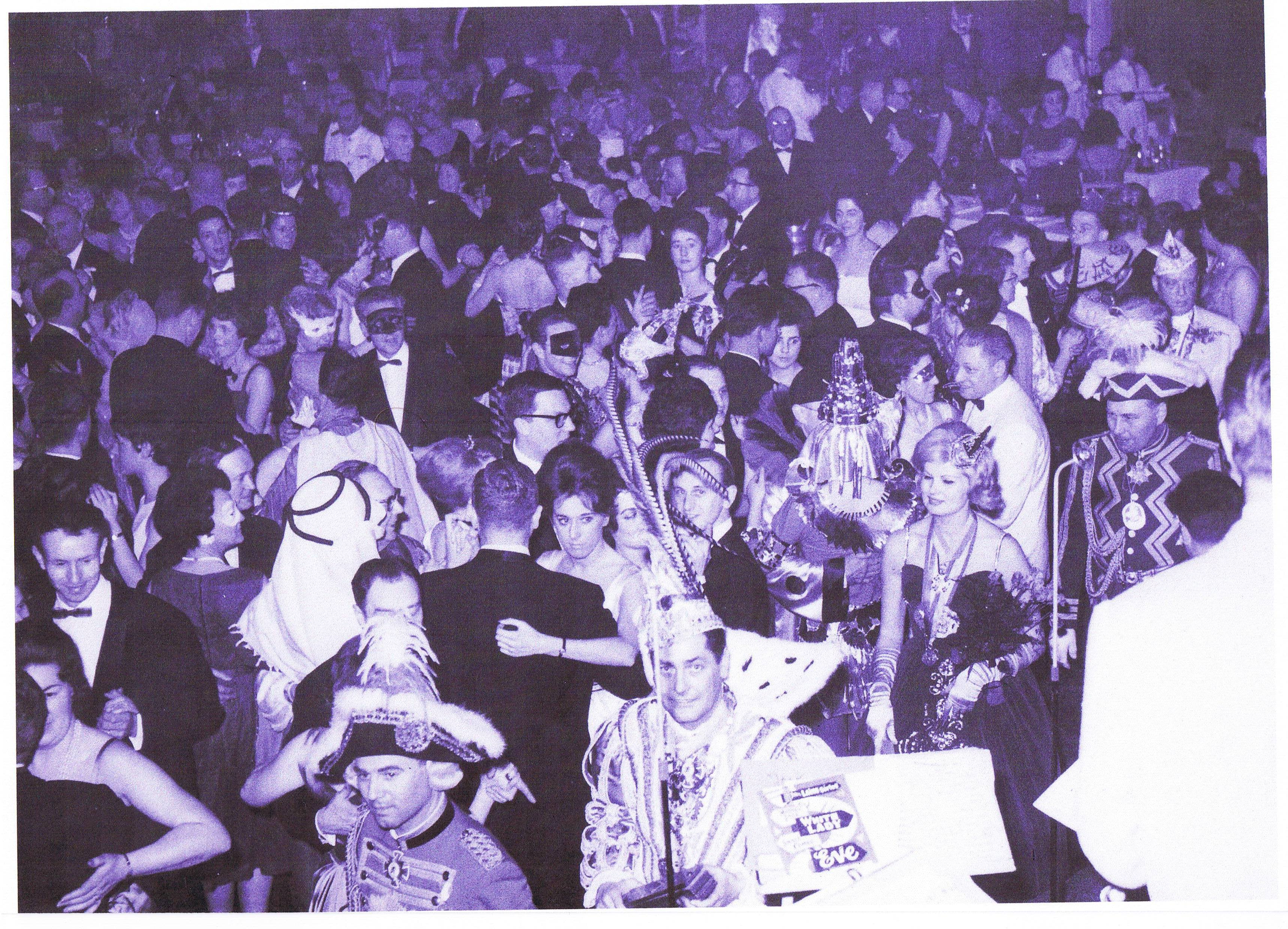
La fête s'anime et déjà les premiers soûlards tombent. Les costumes défraîchis par la transpiration s'imprègnent de relents d'alcool et de cigarettes. On se bouscule… Éd. Glénat 1986, p. 5. (Archief De Plate-Oostende).

 Il y a enfin l'influence de Albert Camus dans La Peste: « Le nombre des rongeurs ramassés allait croissant et la récolte était tous les matins plus abondante. Dès le quatrième jour, les rats commencèrent à sortir pour mourir en groupes. »

## Synopsis

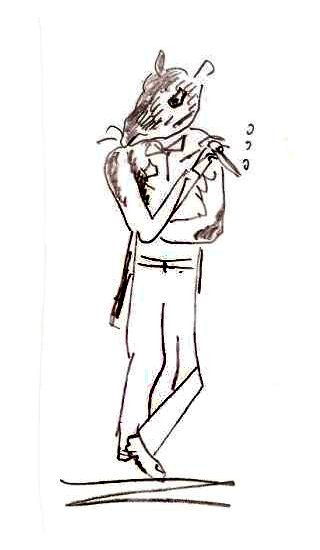
L'homme-rat : vampire et roi des rats - D'après un dessin de J.F. Charles

Jean Lamorgue, un jeune inspecteur de la police judiciaire bruxelloise spécialisé en criminologie, est envoyé à Ostende.
Pendant le trajet en train, il pense à sa fiancée Margot Lovy qui ne le respecte plus.
Le commissaire Reynaart lui présente, dans la morgue, le cadavre d'une fille vierge égorgée et il en devient malade.
Une série d'événements pendant la nuit de carnaval (qui porte le nom singulier : Le Bal du rat mort) lui donne du fil à retordre : un petit crime passionnel qui est le meurtre d'un couple par un jaloux, un cambriolage chez le directeur du casino, un cachalot échoué sur la plage, une panne d'électricité qui plonge la ville dans l'obscurité, des hallucinations, trois filles égorgées, une invasion de rats.
Les rongeurs ne sont pas des inconnus : ils ont logé tout l'été sous les cabines de plage, mais s'y cantonnaient puisqu'ils y trouvaient des restes de nourriture.
Maintenant que les cabines sont désertées, les rats s'aventurent dans les centres urbains, où ils causent des désagréments.
De nombreuses communes de la côte ont commencé à lutter contre ces nuisibles.
Tous ces événements se passent au même moment comme s'ils avaient le même but.
D'après des témoins, il semble qu'un individu déguisé en rat, dansait avec une des victimes.
L'autopsie démontre que les trois filles étaient toutes trois vierges, ce qui semble être le seul lien entre elles.
Pendant une promenade à la plage, Jean Lamorgue rencontre des pêcheurs de crevettes, une sorcière et le spectre de Margot Lovy.
Le soir-même, il rencontre Myriam pour la deuxième fois.
Après plusieurs semaines d'enquête, l'affaire du bal du rat mort avec l'assassinat brutal de trois filles ayant à leurs côtés des rats morts, a été classée provisoirement et l'inspecteur Lamorgue a repris son service à Bruxelles.
Il vient de quitter sa fiancée, Margot Lovy et apprend l'assassinat de sa mère égorgée et vidée de son sang comme les filles au bal du rat mort.
Dans l'impossibilité de résoudre son enquête, il décide de passer ses vacances à Ostende.
Il découvre rapidement que les calamités qui s'abattent sur la ville, ne sont que le reflet du mal qu'il porte en lui. Il rencontre par hasard sur les lieux d'un autre crime le commissaire Reynaart qui lui confie que les trois jeunes victimes étaient égorgées avec des rats autour d'elles.
L'assassin de l'hiver passé était donc de nouveau actif.
Le mal transparaît aux initiés qui le reconnaissent comme maître.
La population pense qu'il y a un rapport avec les excès du bal du rat mort annuel quand ils se rendent compte que l'assassin avait une tête de rat.
Après avoir eu des cauchemars morbides de sa fiancée morte avec un rat devant son lit et après un autre meurtre de filles avec des rats morts, il rencontre de nouveau par hasard sa fiancée et ils font l'amour dans les dunes.
Il rencontre aussi une nouvelle fois le fakir-voyant Raskals qui lit dans la tête des gens et sa fille Myriam qu'il avait rencontrée comme prostituée quand il était pour la première fois à Ostende.
Après la panne générale qui a plongé la ville dans l'obscurité, une masse grouillante de rats est sortie du ventre du cachalot échoué sur la plage.
Les rats, de plus en plus audacieux envahissent la ville d'Ostende.
Une nuit, Margot Lovy est tuée par un énorme rat de taille humaine.
Le lendemain matin, des dizaines de morts sont dénombrés dans les rues de la ville.
Une terreur sourde envahit les vacanciers qui quittent la ville en masse.
Ostende est déclarée zone sinistrée et l'armée doit intervenir.
Jean Lamorgue rentre dans la clinique du psychiatre Buytenarts sur ordre du commissaire Reynaart à cause de ses hallucinations.
Le commissaire lui rappelle qu'il est le dernier à avoir vu Margot Lovy vivante.
En route vers le psychiatre, il reconnaît Myriam et le fakir Raskals en voiture et se rend compte qu'il les a déjà vus plusieurs fois.
Le psychiatre fouille dans son passé, et quand il se révolte on lui administre un calmant ; pendant son rêve il se voit au chevet de sa propre mort, entouré de gens masqués.
Pendant un flash-back il se voit enfant et des scènes capitales de son enfance lui reviennent : il voit ses parents et sa première rencontre avec Myriam. Il y a un effet de miroir avec la scène au début dans laquelle un certain Georges assassine le couple dans le lit (p. 6) et la découverte de sa maman adultère (p. 40).
À son réveil, il croit encore voir Margot dans la personne d'une infirmière mais le médecin lui affirme qu'on l'a retrouvée morte après la terrible nuit suivant l'invasion des rats.
Il s'évade et se dirige comme un automate vers la côte le long du Canal Plassendale-Nieuport.
Va-t-il être Le Joueur de flûte de Hamelin et chasser les rats de la ville d'Ostende ?

## Analyse de l'œuvre

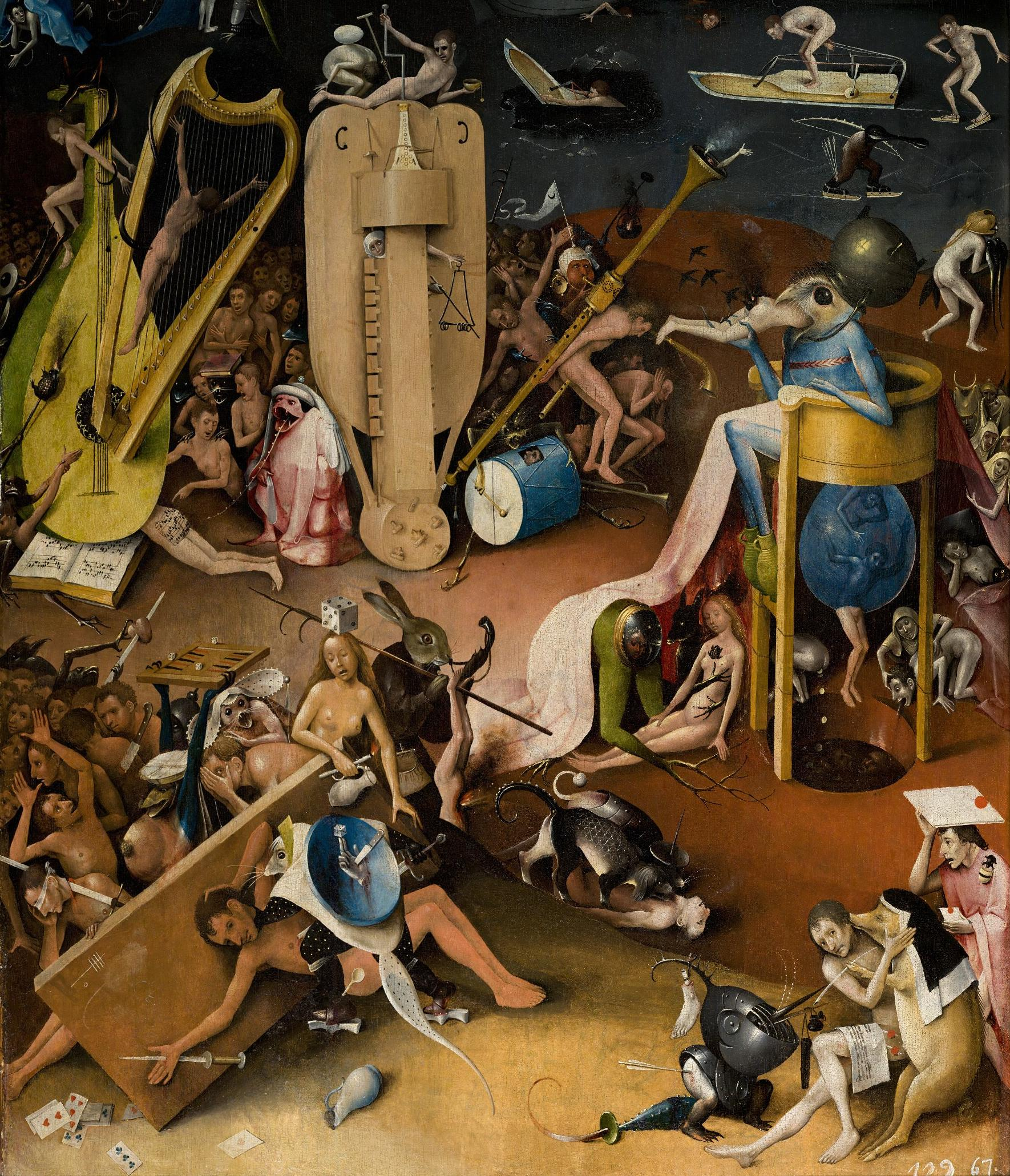
Détail du triptyque de L'Enfer de Jérôme Bosch qui a inspiré un dessin de J.F. Charles sur la page 32 de l'édition Glénat de 1986.

Jean Lamorgue tente de résister au mal, mais dans cette dualité du bien et du mal qui va même jusqu'au dédoublement de sa personnalité, c'est l'éternel Mister Hyde qui triomphera.
Le psychanalyste Buytenarts — « Buytenarts » veut dire en néerlandais : médecin en (du) dehors — ne pourra pas le sauver.
Il est analysé par le psychanalyste Buytenarts qui y verra une projection dans sa jeunesse, quand étant enfant, il aurait vu un rat près du cadavre de son père qui s'était pendu parce que sa femme le trompait et le petit Jean aurait vu les deux amants en flagrant délit (p. 39, Éd. Glénat 1986).
L'auteur s'inspire d'un patient de Freud, L'homme aux rats qui avait très peur de s'égorger lui-même.
De plus, Freud évoqua la ville d'Ostende dans Der Witz und seine Beziehung zum Unbewussten.
Néanmoins, selon Freud, l'analyste devrait s'abstenir d'exiger du patient un effort intellectuel particulier, comme de se concentrer sur une certaine période de sa vie ou de chercher à diriger son processus de sublimation. Freud était sur ce point en désaccord avec Sándor Ferenczi.

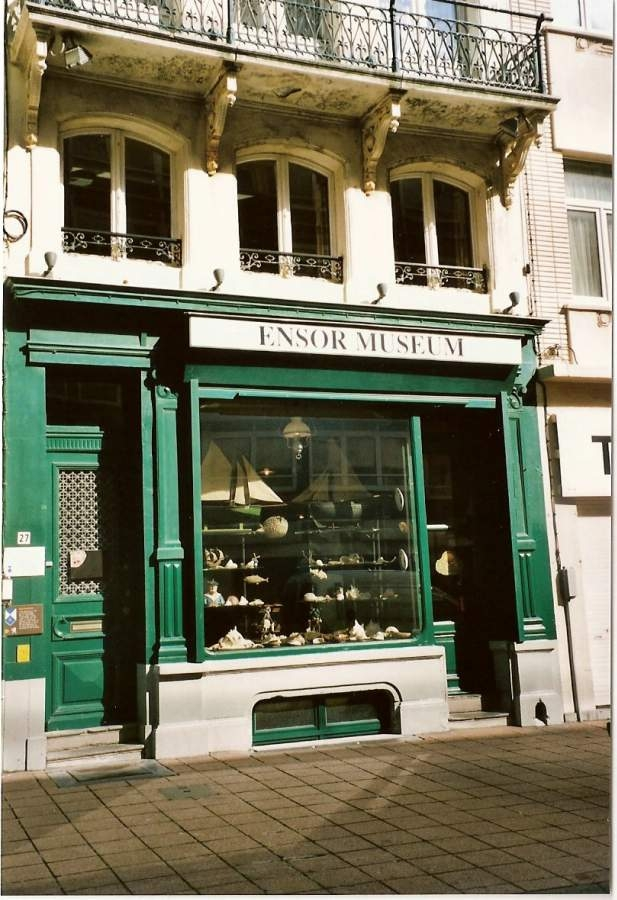
Maison d'Ensor à Ostende.

Pendant ses cauchemars, Jean Lamorgue voit son propre corps mort entouré de gens masqués, ensuite des images de son enfance.
Une atmosphère morbide se dégage du Bal du rat mort, avec des références à James Ensor, et une page entière dédiée à Jérôme Bosch,, avec des dessins reliés à la peste et à la danse macabre.
L'univers des masques à Ostende fait penser à l'ambiance carnavalesque de certaines œuvres de Michel de Ghelderode, dont la pièce Masques ostendaisa été mis en scène par Jan Bucquoy.

## Personnages

### Analyse du personnage principal
Jean Lamorgue est un vampire qui domine les rats.
Lui-même est capable d'égorger des personnes humaines mais il préfère lancer les rats contre les humains.
Lors de l'examen du cadavre de la fille égorgée, le médecin constate : « Ces morsures sur le cou sont celles d'un rongeur, probablement un rat. Elles ont été vidées de leur sang. » La bande dessinée laisse également supposer que Lamorgue est un vampire.
Son pouvoir sur les rats est entre autres illustré par les rats morts autour des cadavres, signe qu'ils le servent jusqu'à la mort.
Il guidera les rats qui sont sortis d'un cachalot mourant (en revanche, le grand rat en mer est une fabulation des pêcheurs).
Quand il revient à Ostende après le meurtre de sa mère pour la deuxième fois pour se changer les idées, la vue de sa mère morte a en plus déclenché en lui un mécanisme qu'il ne pourra plus dominer.
Déjà, la première fois à Ostende, lorsqu'il est confronté, dans la morgue aux cadavres des filles égorgées, en compagnie du commissaire Reynaart, la sueur apparaît sur son visage.
Il a peur des cadavres qui lui rappellent son père retrouvé pendu.
Ce sera aussi le commissaire Reynaart qui soulèvera le drap du cadavre de Jean Lamorgue dans une des hallucinations de Lamorgue.
Il souffre de nécrophobie : il ne supporte pas de voir des cadavres, parce qu'il est encore humain et qu'il déteste inconsciemment son statut de semi-vampire.
Cependant à Bruxelles, Jean Lamorgue est considéré comme un inspecteur de la police judiciaire spécialisé en criminologie pathologique.
Il s'occupe de contrôle d'identités, de recherche de renseignements dans le milieu, des viols et de la prostitution.
Mais tout cela finit par avoir une coloration monotone, routinière, que Lamorgue supportera de moins en moins.
Son étape dans une ville balnéaire comme Ostende est dans un but professionnel.
Pour lui, Ostende est un symbole de la mort et de la décadence invoqué par le Bal du rat mort.
Sa particularité, c'est qu'il est un maître des rats et reconnu comme tel par un fakir.
Ses puissances de domination, il a dû les enfermer dans son inconscient à la suite du choc du suicide de son père.
Il ne s'en est jamais remis, il a vu un rat en même temps que son père pendu.
Par la suite, il y aura toujours une association entre la mort, la vengeance et la vision d'un rat,.
La nuit après la découverte de sa mère assassinée, il aura un cauchemar morbide en voyant Margot morte sur son lit.
Par terre un rat court.
Il se dira : « Je dors mal, je ne mange plus, je suis épuisé : il faut absolument que je recharge mes batteries... ».
C'est alors qu'il prendra la décision de prendre des vacances à Ostende dans l'appartement de John Davenpoort.
Des scènes d'introspection donnent au lecteur une image de sa personnalité cachée sans tout dévoiler : dans le train (p. 11), sur la plage avec la rencontre de Margot, le pêcheur de crevettes, la sorcière, sa propre image étant enfant (p. 15, 16, 17) ; dans le miroir (p. 18), « Égorgée ! Comme les filles du bal du rat mort. » (p. 23), dans son cauchemar : (p. 24), quand il se dit : « cette nuit » dans la clinique psychiatrique (p. 42).

### Autres personnages

#### Personnages principaux
- Le commissaire Reynaart : figure du père pour Jean Lamorgue et en même temps la personnification de l'antagoniste : la ville d'Ostende. Il ressemble, avec son chapeau et son imperméable, au commissaire Maigret. C'est lui qui arrive en premier sur les lieux du crime ; il annoncera la mort de Lamorgue[Note 18],[26].
- Margot Lovy : c'est la femme qu'il faut épouser. Elle reviendra dans ses cauchemars quand elle l'aura quitté. Elle est de bonne famille et lui reproche son manque d'ambition.
- La mère de Jean Lamorgue : c'est une alcoolique désespérée. Elle a été surprise en flagrant délit de vol mais Jean l'a également surprise alors qu'elle couchait avec son amant tandis que son père se pendait. Jean en a honte. Il la retrouve assassinée au quartier des Marolles juste après que Margot Lovy l'a quittée. Les personnages de sa mère et Margot Lovy, deux personnages féminins, blessent son amour-propre et en conséquence il se dit : « Au fond, ma carrière, Margot, ma mère, je m'en fous ; j'attends autre chose, quelque chose de plus grand… »[34]. C'est la base de sa misogynie latente.
- Le fakir Raskals : avec sa fille Myriam, il mènera Jean Lamorgue sur le chemin du mal.
- La fille du fakir Raskals, Myriam[Note 19] : l'éternelle séductrice ; elle préfère les chats aux rats. Elle voit dans Lamorgue la personne à séduire dans un seul but : la domination des rats. Elle dit : « Nous nous rencontrerons un jour plus tard. ». En fait ils se sont déjà rencontrés quand ils étaient encore enfants près des caravanes des Bohémiens à Harelbeke[Note 20].
- Le docteur Buytenarts : c'est un psychiatre qui découvre le secret de Lamorgue : un évènement important dans son enfance. Il demande à Lamorgue l'identité du rat noir. Dans son cabinet pend un portrait de Freud.
- La ville d'Ostende est un personnage en soi. Ville de pêcheurs, elle se métamorphose en plusieurs étapes : au début elle somnole encore (p. 4), elle tombe dans l'obscurité (p. 8), la symbolique des mouettes sur la plage : « Il faut à tout prix que je me surveille. » (p. 15), « … car bientôt arrivera la belle saison du soleil et de la mer… » (p. 21), la contradiction « la reine des plages » et l'orage qui éclate (p. 25), la foire (p. 27), « La nuit enveloppe la ville d'un voile noir, le vent est tombé. Ostende s'endort d'un sommeil agité. » (p. 31), « … et la réalité dépasse la fiction… les rats s'emparent de la ville. » (p. 33). La ville semble dire : "Appelez-moi Ostende!". Exactement comme « Appelez-moi Ismaël » dans Moby Dick. (Voir : Die Vortragsreise de Wolfgang Kayser, Berne, Francke Verlag 1958, p. 82-101). Pour Greimas, une ville peut être un actant : l'actant de syntaxe n'est pas la personne qui parle mais la personne constituée en fonction de son parler. Un actant peut être une couple marié ou une ville. Voir son étude sur le conte de Maupassant Deux Amis.

Les contradictions entre les personnages donnent de la tension : entre Myriam et Margot, entre le visage de Lamorgue dans la glace et son visage d'enfant dans le cortège de boy-scouts (page 17), entre Myriam adulte et Myriam enfant, entre sa mère vieille et sa mère jeune, entre le commissaire au caractère direct et le fakir, entre Piet Moelenaart miraculé et le meurtre simultané dans le même immeuble (page 7).

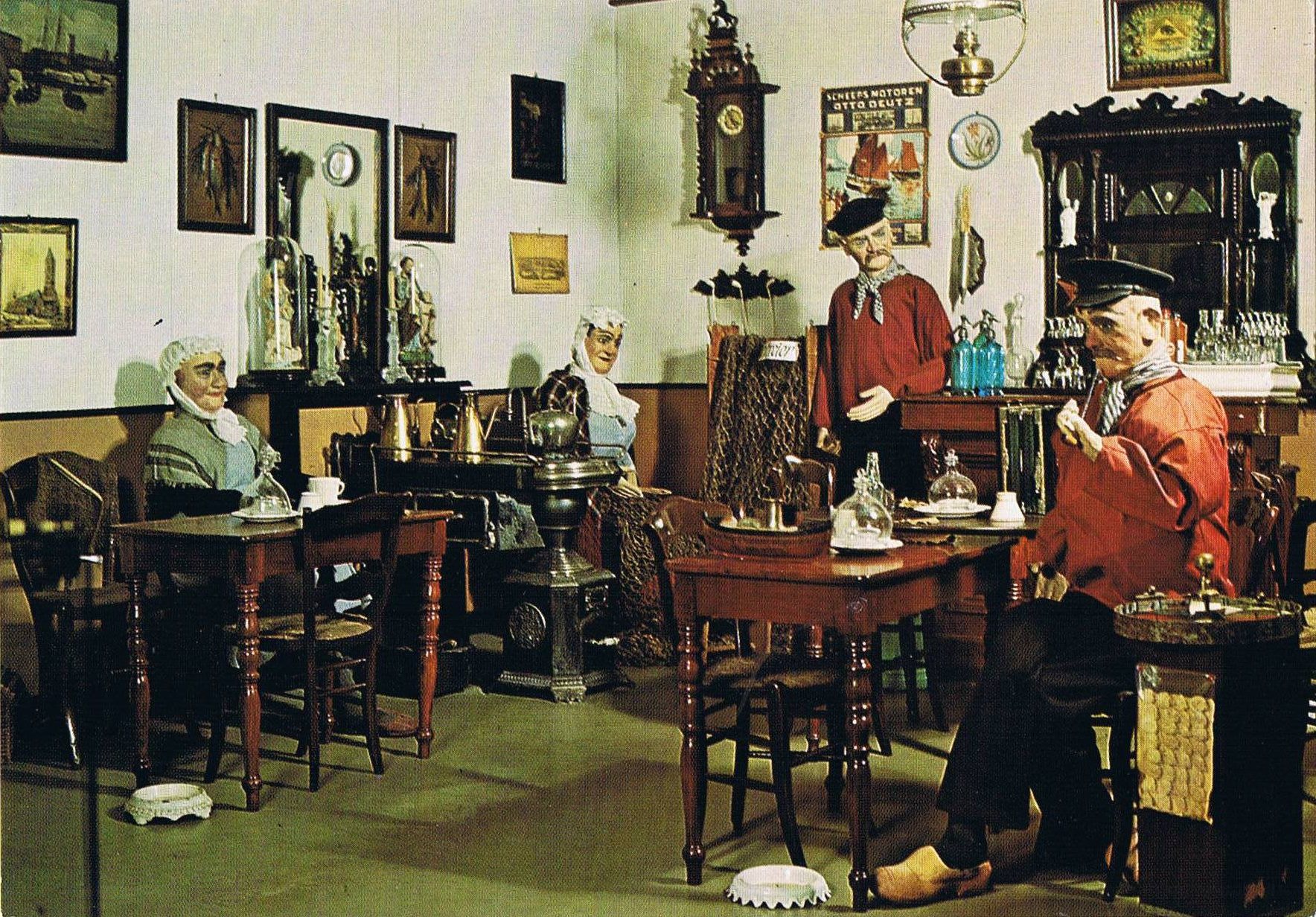
« Bah ! Ne les écoutez pas ! Racontez-moi plutôt comment ça s'est passé ! Patron, c'est ma tournée. » (p. 30, éd. Glénat, 1986.). Commentaires des pêcheurs sur les évènements.

#### Personnages de second plan
- L'adjoint de Lamorgue à Bruxelles : John Davenport. C'est également un ami. Il lui prêtera son appartement à Ostende pendant ses vacances. John Davenport, n'est pas par hasard, le nom d'un célèbre puritain américain du XVIIe siècle[Note 21].
- Georges : intervient au début de la BD. C'est un raté, un minable, un complexé. Quand il trouve le couple amoureux, il les tue. C'est une scène qui fait penser à la découverte par le petit Jean de sa maman adultère[35].
- Personnages qui commentent une action : le handicapé en chaise roulante, Piet Moelenaart. Par un miracle pendant la nuit des meurtres, il retrouve l'utilisation de ses membres inférieurs. Sa concierge Madame Janssens : « La nuit du bal du rat mort, tout est possible. ». Une autre concierge préviendra la police qu'elle a trouvé le cadavre de la mère de Lamorgue dans un appartement au quartier des Marolles. Un policier dira à Lamorgue : « À première vue, le motif du meurtre n'est pas le vol. Vous ne lui connaissiez pas des ennemis, ou quelqu'un cherche-t-il à vous nuire ? »[36].
- Le pêcheur, la sorcière, le pêcheur de crevettes à cheval et le vagabond qui le réveillent de son rêve : ce sont des personnages secondaires, ils annoncent des faits, des crimes, des secrets. La sorcière a une signification quand elle dit à Lamorgue : « Ne te retourne pas surtout, sinon tu seras changé en statue de sel ! » Elle est en même temps l'ange qui met en garde Loth de la destruction de la ville et la sorcière de Macbeth qui prévoit les meurtres. Ces trois intervenants sont des personnages de la quatrième dimension. Autres personnages secondaires : le directeur du Kursaal qui constate le vol de 20 millions, le veilleur de nuit qui s'aperçoit que les rats ont bu tout le vin dans les caves du casino et la fille qui constate les dégâts par les rats dans son appartement, ainsi que la fille qui découvre que son chat a été tué par les rats. Ces personnages donnent un accent de réalisme.
- Les pêcheurs dans les cafés : personnages secondaires qui comme l'épicier apportent à l'atmosphère, ainsi que les commentaires des gens : « La police est incapable de nous protéger ! »[37]. Avec leurs scrupules et leur superstition, ils donnent un caractère folklorique à la bande dessinée[38].
- Les personnages au pouvoir : le bourgmestre qui téléphone au ministre, les militaires de la caserne du 14e régiment d'artillerie anti-aérienne de Lombardsijde, le gendarme à Harelbeke qui prévient les Romanichels.
- Les personnages d'ordre public sont donc importants : les pompiers qui dégagent le cachalot, la police qui intervient lors du cambriolage au casino (pages 9 et 10), la police qui règlera la circulation lors de la fuite des ostendais par l'autoroute (page 36), les gendarmes qui dégagent les romanichels (page 40) et les militaires qui interviennent à la fin.

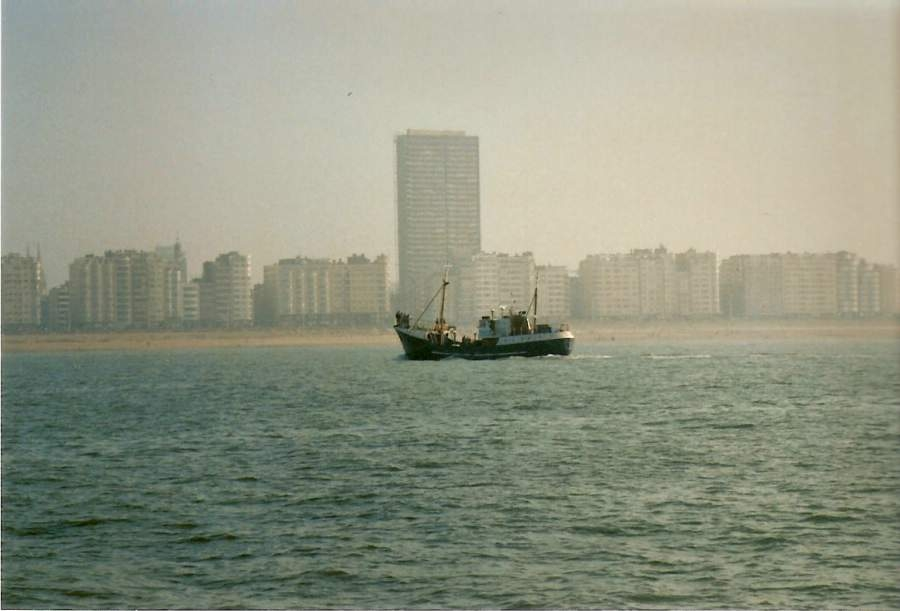
Vue d'Ostende : « La nuit enveloppe la ville d'un voile noir, le vent est tombé, Ostende s'endort d'un sommeil agit... » (Éd. Glénat 1986, p. 31.) ensuite :
«... et le cri des mouettes annonce le retour d'un bateau. » (Éd. Glénat 1986, p. 4.).

## Critiques
Le Bal du rat mort a été généralement bien reçu par la critique et par le public. On savoure l'écriture personnelle et en particulier la description de l'atmosphère belge en le comparant même à Léo Malet. Les critiques belges soulignent l'aspect fantastique belge (Ensor, Bosch, Jean Ray et Thomas Owen) tandis que les critiques françaises font le lien avec les grands écrivains américains du fantastique (François Cérésa : Poe et Lovecraft).

### Critiques belges

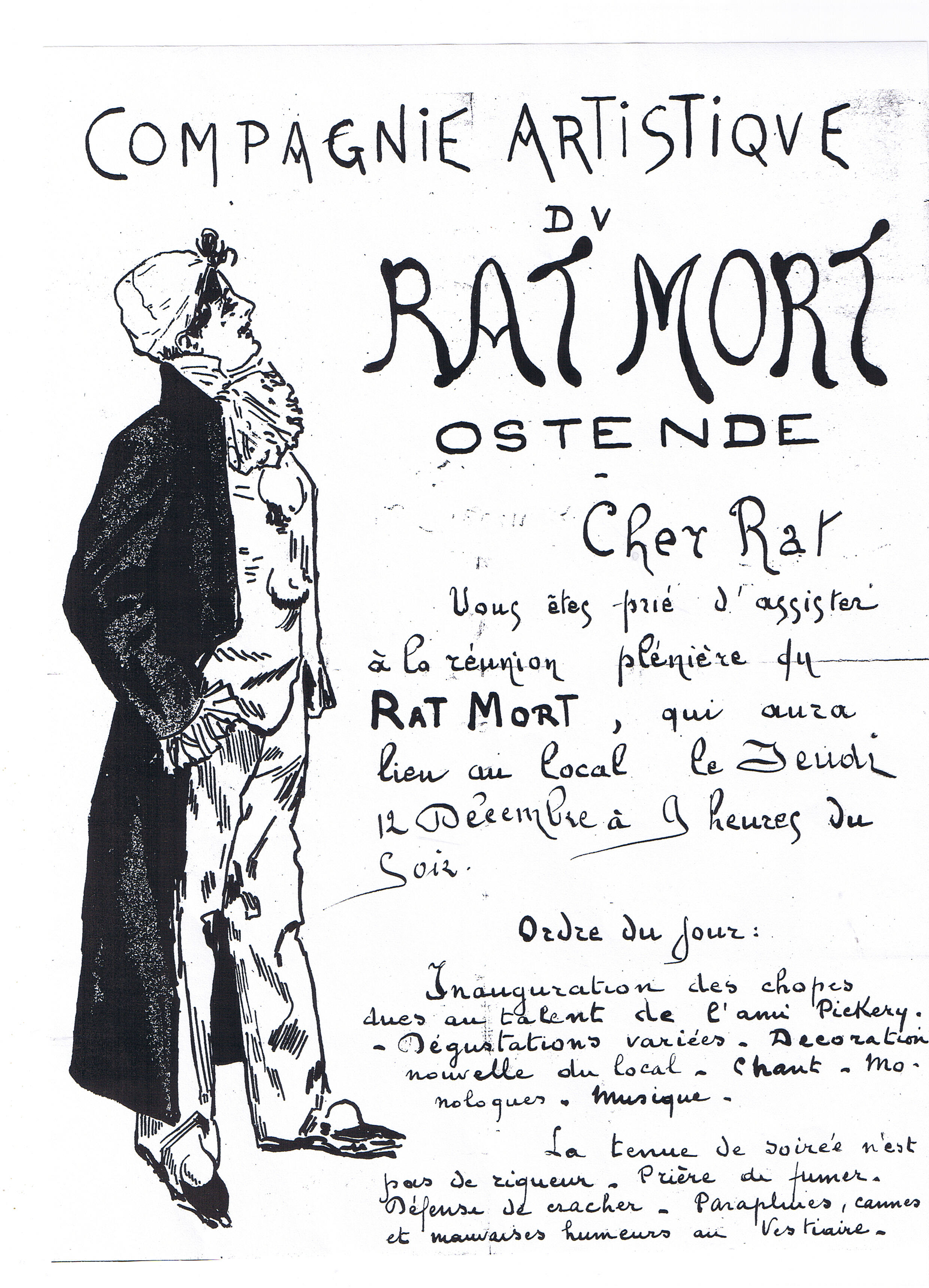
Ce gentilhomme invite ses rats au bal du rat mort.

- « Dans cette étrange histoire, dans laquelle Ostende et son casino sont occupés par des rats, l'atmosphère propre de la côte belge est bien mis en évidence. En plus s'ajoute une atmosphère fantastique qui fait penser à Jérôme Bosch et à Ensor. Le scénariste Jan Bucquoy de Harelbeke a travaillé quelques années à Narbonne. Dans cette ville il a enscéné des pièces de théâtre de Michel de Ghelderode. »[41]
- « Bien que l'auteur attire surtout les éditeurs français, ce petit grain de magie flamande enflamme les Flamands autant que les Français »[42]
- « Comme Léo Malet fait du polar avec chaque arrondissement parisien, Bucquoy fait du polar avec la Belgique, ses caractéristiques, ses travers. Et, comme Jean Ray ou Thomas Owen le font dans leurs romans, il plonge le fantastique dans le quotidien. » Voir article : Hé! Bouge ton polar que voie la mer…, [39]
- « Jean Bucquoy est un scénariste talentueux par qui le scandale arrive quelquefois… Il mène de front nombre d'histoires qui n'ont rien de comique… »[43]
- « C'est relativement original sur le plan du récit, pour rappel, Bucquoy fut déjà le scénariste du Bal du rat mort et de Retour au Pays noir, dessiné par Jean-François Charles. »[44]

### Critiques françaises
- « Tout commence avec le Bal du rat mort (Deligne), une histoire terrifiante à vous en filer la trouille ad vitam æternam. Une merveille à mi-chemin de Edgar Allan Poe et Lovecraft. C'est le premier succès avec le prix Saint-Michel »[45].
- « Les Chemins de la gloire sont longs et sévères. Bucquoy en sait quelque chose. Avant d'en venir à la bande dessinée, il a écrit un roman et plusieurs pièces de théâtre. En 1978 il fonde les éditions Jouas et réalise son premier scénario, Le Bal du rat mort. Un album conçu avec J.F. Charles et récompensé en 1981 par le prix Saint-Michel. »[46].
- « Parmi ses meilleures productions, il faut signaler Le Bal du rat mort, paru chez Michel Deligne et réédité par Glénat. »[47]

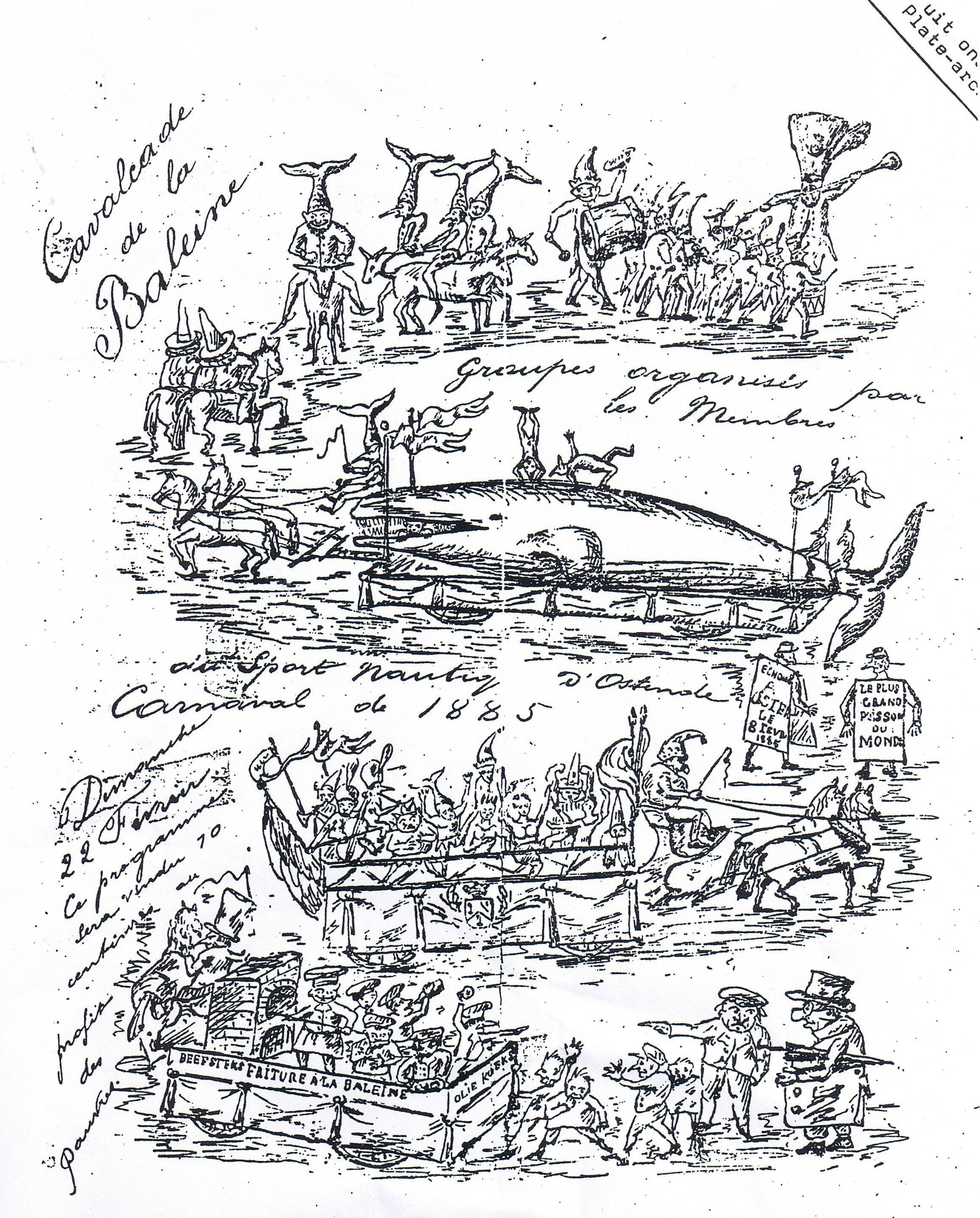
La Cavalcade de la Baleine organisée par le Sport nautique d'Ostende au Carnaval de cette ville le 22 février 1885.

## Découpage
Le découpage commente l'histoire par les planches, et non par le texte, contrairement au synopsis. Les chiffres entre guillemets renvoient aux pages de l'album.

### Première partie

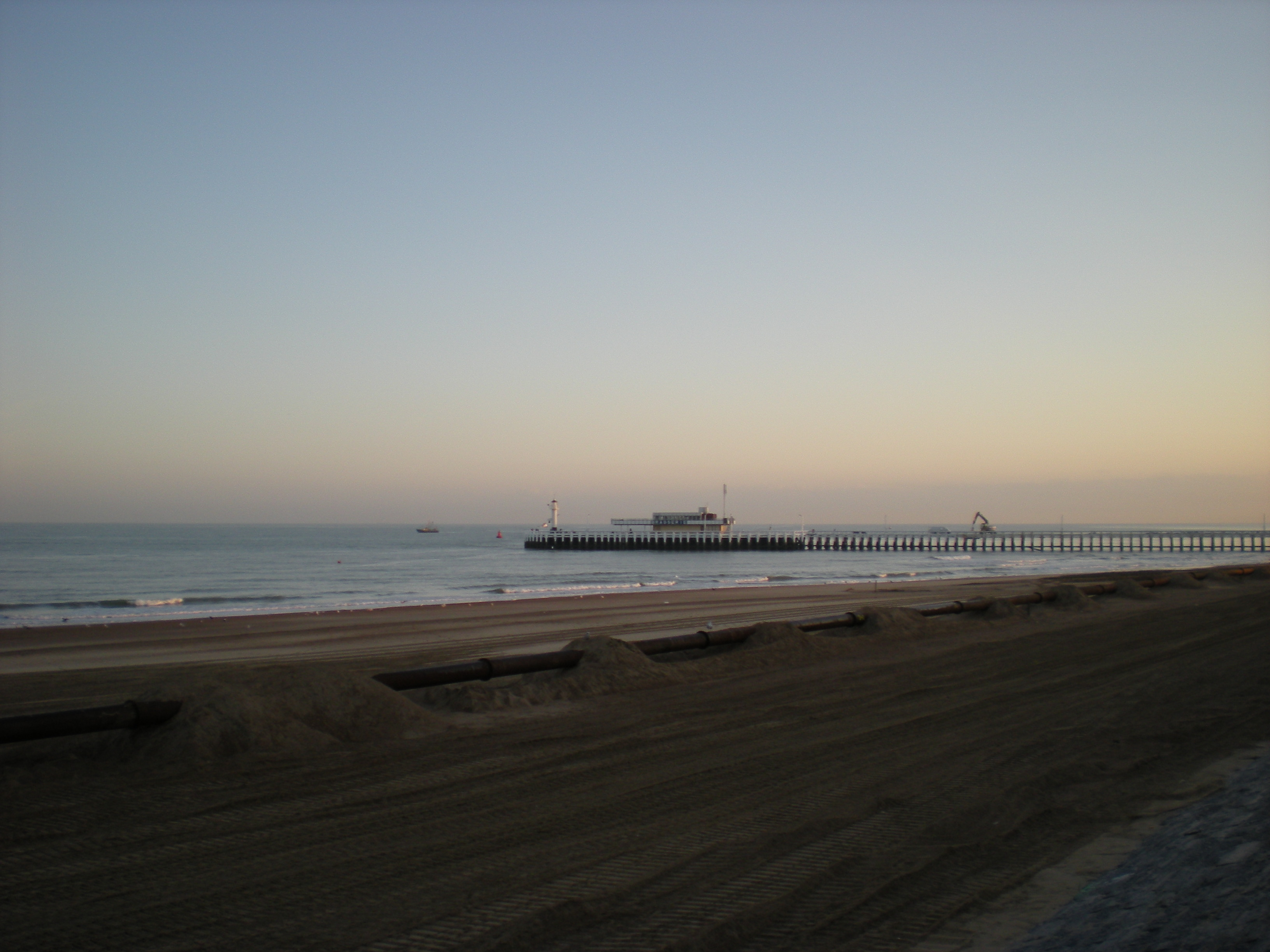
Estacade d'Ostende vue de la Promenade Albert. Cette estacade fonctionne dans le Bal du rat mort comme un symbole phalique horizontal, et elle est représentée à plusieurs reprises : 15, 26, 32, 37, 47 comme détail de lieu, ainsi que le casino et l'église SS. Pierre et Paul.

La première partie peut être considérée comme une introduction avec la présentation du lieu, des personnages, de l'action. Après deux contrastes entre deux pages, suit une concordance dans le récit avec une chute dans l’abîme. La synthèse présente une fin de la première partie.
1. (4) Ostende et la mer
2. (5) Le Bal avec la tête de rat (contraste entre les deux pages)
3. (6) Le meurtre du jeune couple
4. (7) Le miracle (contraste entre les deux pages)
5. (8) Le cachalot et l'obscurité
6. (9) Les rats et le meurtre (concordance : chute dans l'abîme)
7. (10) Synthèse : 
  - les gens du bal
  - les assassinés
  - le commissaire
  - le cachalot

Dernière image : le cachalot entraîné par une grue

### Deuxième partie
La deuxième partie développe l'histoire et le personnage principal (l'inspecteur Lamorgue), développe la psychologie des acteurs, et accentue l'élément du fantastique. Le passage à Bruxelles devrait être un retour à la normale qui ne se fera qu'en rentrant à Ostende.

#### Le protagoniste et son entourage
1. (11) Introduction de trois personnages :
  - la femme Margot Lovy, sa fiancée
  - sa mère alcoolique
  - le fakir et sa fille le regardant dans le train
2. (12) La confrontation avec le commissaire Reynaart
3. (13) et (14) Choix des lieux prépondérants :
  - le casino et les rats, le casino et le fakir, le casino et son directeur, le casino avec les personnages de Lamorgue et Reynaart
  - la morgue
4. (15) Introduction dans le fantastique par un lieu de changement : la digue et la plage, les mouettes et le pêcheur de crevettes. Premier gros plan de Lamorgue à l'extérieur.
5. (16), (17), (18) : sorcellerie, quatrième dimension (il se voit enfant et Margot Lovy) et vampirisme (Lamorgue qui se voit vieillir dans le miroir, amalgame avec les rats qui sortent du crachin), deuxième confrontation avec Reynaart.
6. (19) Nuit et éros
7. (20) et (21) : descente aux enfers : escalier, miroir (Myriam) et vue de la rue d'en-haut. Le pêcheur voyant son avenir et Ostende la nuit.

#### Le Passage à Bruxelles
1. (22) Bruxelles, passage.
2. (23) Deuxième confrontation avec Margot Lovy et découverte du cadavre de sa mère (amalgame).
  - Découverte de deux cadavres féminins ((24) Margot Lovy morte dans le rêve).
  - Importance des ascenseurs, escaliers, rues et plans sur mer : descentes et montées.
  - Mouettes annonçant les rats.
  - Dans l'exercice du métier de policier, rangée de criminels pour une identification :
    - le bar à prostituées
    - personnages de police.
3. Nombre de gros plans, par exemple page 23 : « égorgée ! » ; Lamorgue assis, dans un escalier, debout, se promenant.
4. (24) Rencontre par hasard de John Davenport, son collège.
5. (25) Changement de météo sur la plage d'Ostende qui la rend déserte et point culminant de la BD.

### Troisième partie
Dans la troisième partie on rentre dans le plan de l'action qui aboutira dans la fin.

#### Les rats envahissent la ville
1. (26) Annonce du changement, Ostende est désormais ensorcelée : « La pluie a cessé, les nuages disparaissent... » Ostende reprend son animation. Dialogue de restaurant avec un distributeur de journaux criant : « …édition spéciale, des rats dans la ville. »
2. (27) Scène de foire. Ostende montre son vrai visage du fantastique. Lamorgue au fakir : « Votre place n'est pas dans une foire mais dans un asile de fous. » ; le fakir : « On n'échappe pas à son destin. »
3. (28) Troisième meurtre. Scène d'amour avec Margot. Deuxième scène dans les dunes, cette fois-ci en présence des rats. Le couple amoureux dans les dunes avec au-dessus la mer et le Soleil.
4. (29) Deuxième commentaire des gens (après le restaurant) : « Ce maudit bal doit cesser d'exister ! »
5. (30) Scène de marins et de pêcheurs au café qui constitue un troisième commentaire du peuple.
6. (31) Illustration du pouvoir des rats : l'histoire du concierge au casino et les deux histoires de filles confrontées aux rats dans l'ascenseur et dans leur appartement.
7. (32) Le fantastique dans le dessin inspiré par Jérôme Bosch dans une fragmentation symbolique :
  - les rats qui sortent du cachalot,
  - le corbillard de cadavres,
  - les filles à cheval sur des rats,
  - le gros rat qui mange le petit rat,
  - rat forniquant avec un humain,
  - la femme sur le ventre d'un rat énorme,
  - un mort sortant de son tombeau (allusion à la fin des temps dans l'évangile),
  - une femme sur son dos de laquelle sortent des rats,
  - cortège de médecins médiévaux (avec masque de la peste),
  - la mort et un médecin qui surveillent l'ensemble,
  - rat dialoguant avec un monstre,
  - vues sur la digue, le casino et l'église SS. Pierre et Paul.

Il s'agit d'une symbolique chargée sexuellement avec des explications dans la psychanalyse.
1. (33) Troisième histoire de fille persécutée par des rats.
2. (34) et (35) La ville en désuétude et dernier commentaire de la rue.
3. (36) Dernière confrontation de Lamorgue vivant avec le commissaire Reynaart. Le commissaire Reynaart ne sera désormais que présent dans ses rêves ou à sa mort.

#### Le psychiatre – Fin

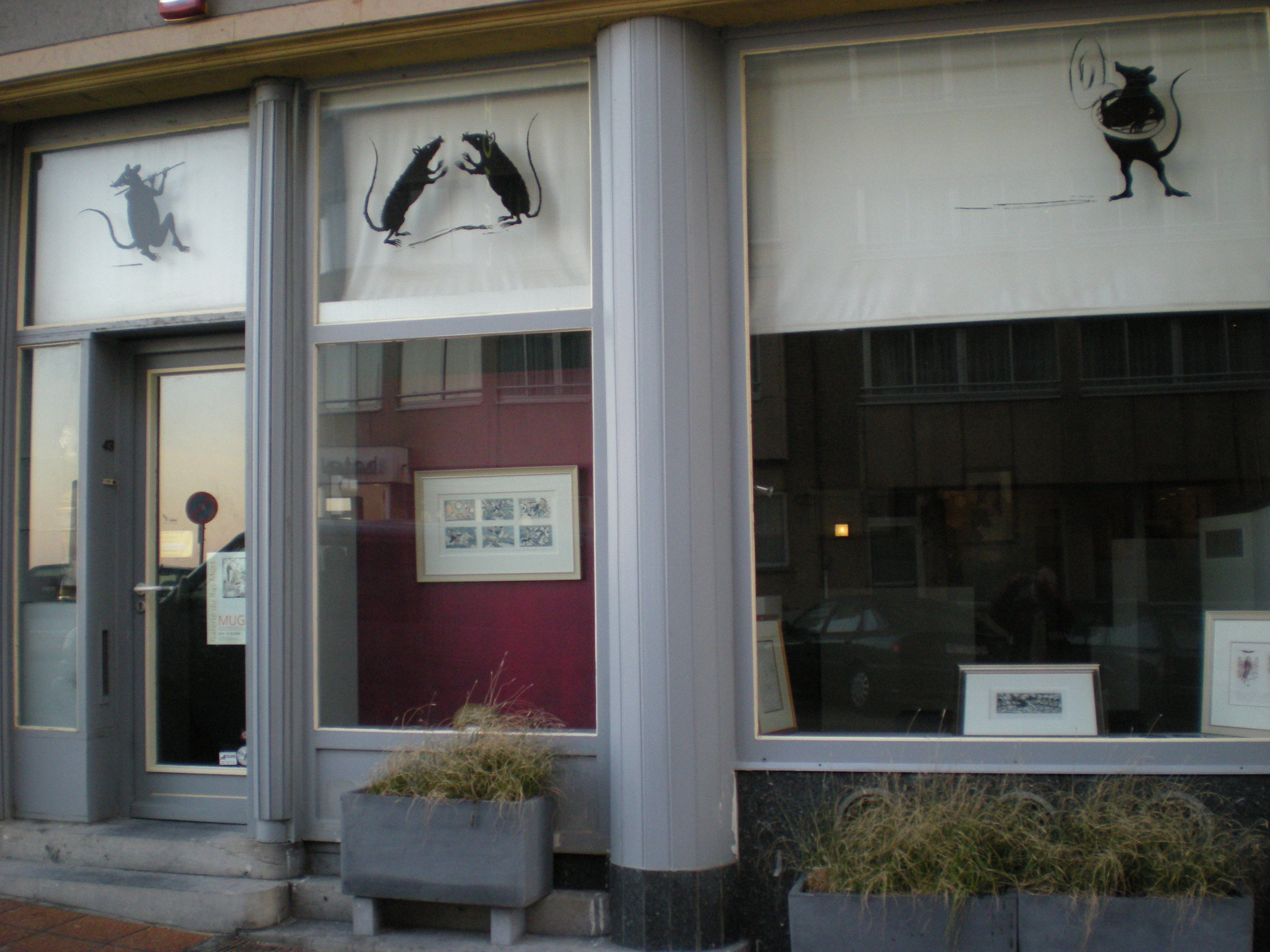
Galerie d'art de Roland Devolder dans la Vlaanderenstraat à Ostende à 50 mètres de l'atelier de James Ensor. On voit en haut de l'étalage des rats musiciens.

1. (37) à (42) En route vers le psychiatre il rencontre le fakir. Séance de psy. Rêve de sa mort. Rêve du suicide de son père et de sa mère avec un amant dans le lit. Scène de Romanichels, rêve d'enfance avec rencontre de Myriam. Le vagabond, l'infirmière (contraste).
2. (43) Affranchissement de la barrière et fuite.
3. (44), (45), (46) et (47) Apparition de l'homme-rat en haut du casino.
  - Le commissaire Reynaart qui dirige l’action.
  - Élimination par les militaires.
  - Les rats qui s’enfuient en mer le long du casino.

### Mouvements et le commissaire Reynaart
Le commissaire Reynaart mène à plusieurs reprises l'inspecteur par les bras, signalons l'importance de la voiture :
- p. 15 : « Puis-je vous déposer ? ». « Non merci », répond Lamorgue, « Je vais marcher un peu, cela me retapera. »
- p. 18 : « Je vous laisserez une voiture », réponse de Lamorgue :

« Non, merci je risquerais d'attirer l'attention et j'ai l'avantage sur vous, de ne pas être connu du milieu… ».
Lamorgue préfère donc de se promener.
- p. 28 : « Où allons-nous ? » demande Margot à Lamorgue, on montre une voiture et il répond : « Dans les dunes ».
- p. 36 : « Une voiture vous attend. » dit Reynaart. Un taxi qui amènera Lamorgue à la clinique.
- p. 43 : Quand Lamorgue sort de la clinique : « Il aperçoit une voiture à l'arrêt. » Une voiture dont le propriétaire a laissé les clefs dans la voiture…
- p. 45 : « Ah, voilà les flics ! »; le commissaire sort de sa voiture.
- Les dialogues et les confrontations entre Lamorgue et Reynaart : p. 12, 18, 28, 36, 39, 46.
- Le commissaire Reynaart accueille Lamorgue à la gare, et c'est lui qui prépare le trajet en voiture chez le psychiatre, trajet qui figurera comme le départ de Lamorgue.

## Images

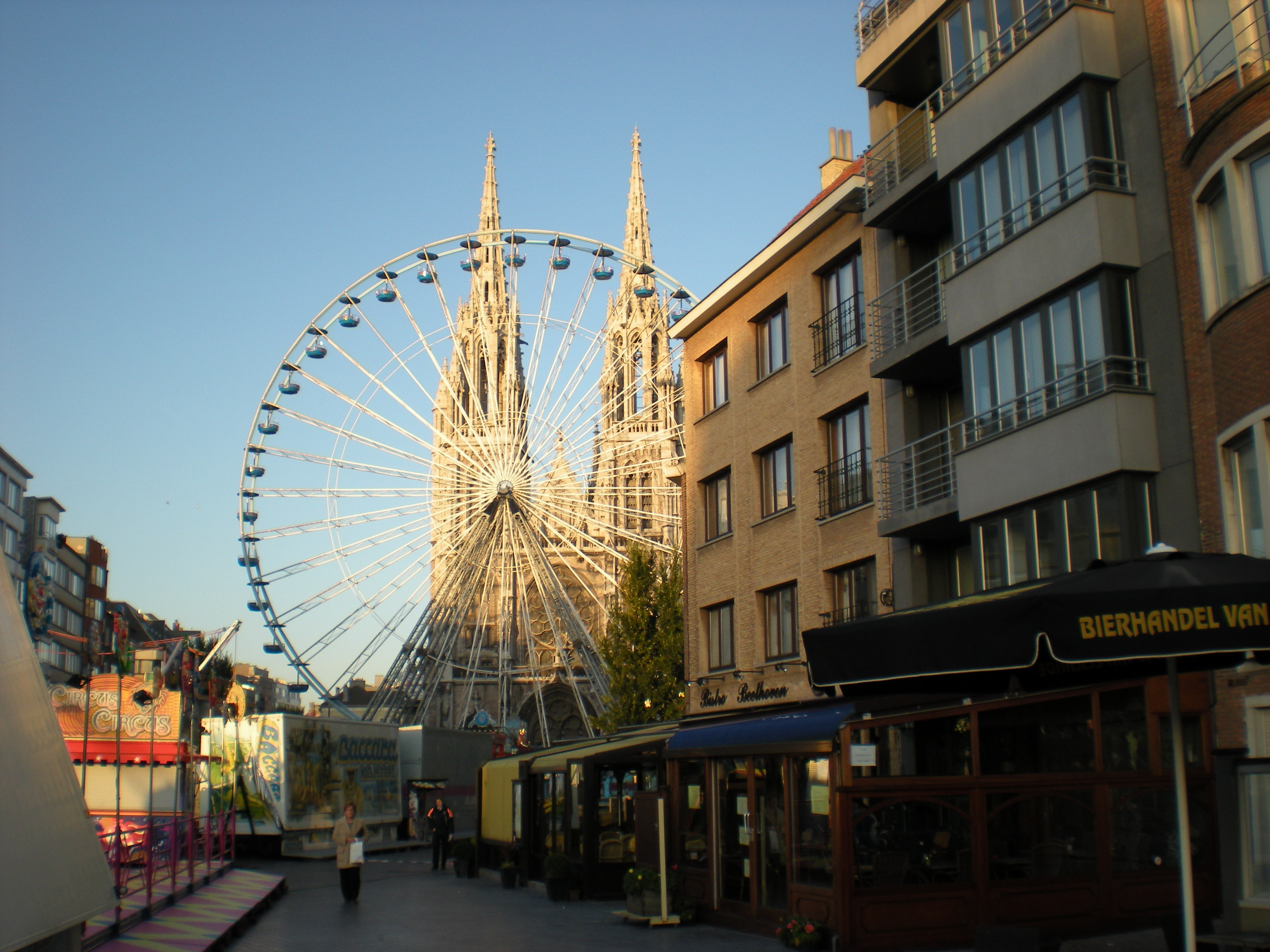
Les forains ont fait le maximum pour satisfaire tous les goûts... de la grande roue aux chevaux de bois... Kermesse d'Ostende avec sur l'arrière plan la SS. Pierre et Paul. Éd. Glénat p. 27.
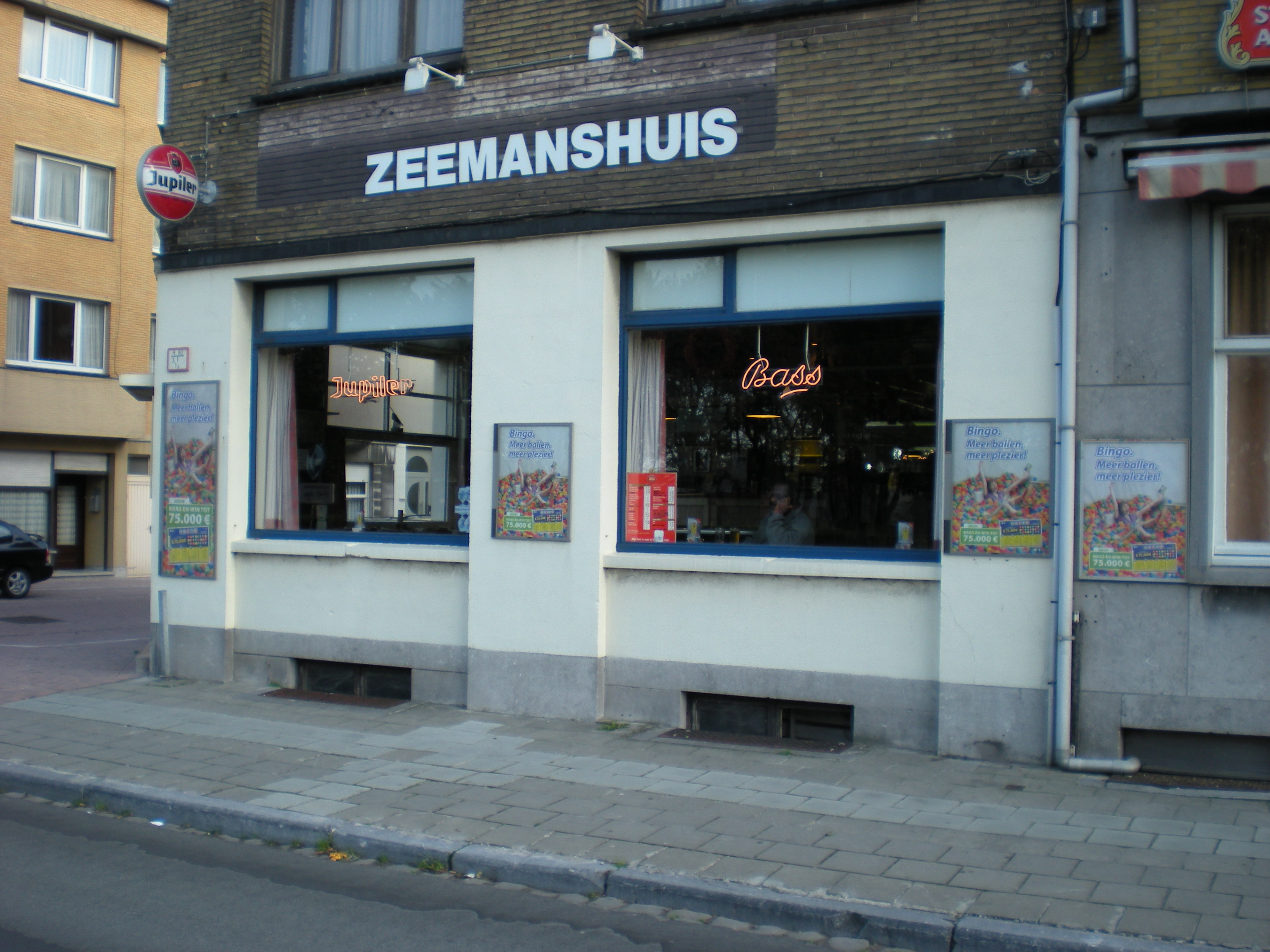
Ce soir dans le bar de la marine... Éd. Glénat p. 30. Café de pêcheurs à l'O.P.E.x à Ostende. C'est ici que Marvin Gaye venait souvent pendant son séjour à Ostende en 1982.
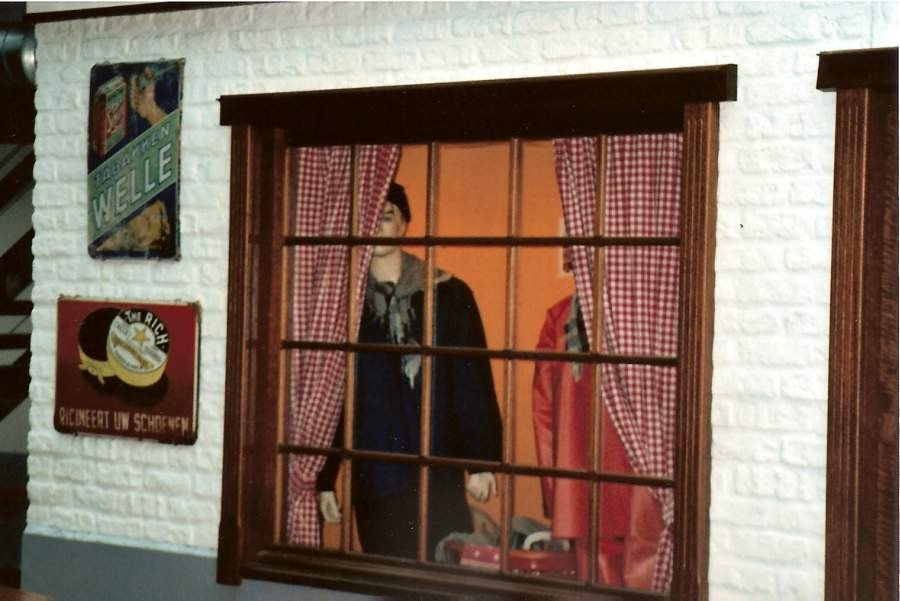
Jean Lamorgue en se promenant dans les ruelles d'Ostende : Lamorgue sent que quelque chose se trame... Quelque chose qui le dépasse... Mais quoi ? Éd. Glénat 1986, p. 19.
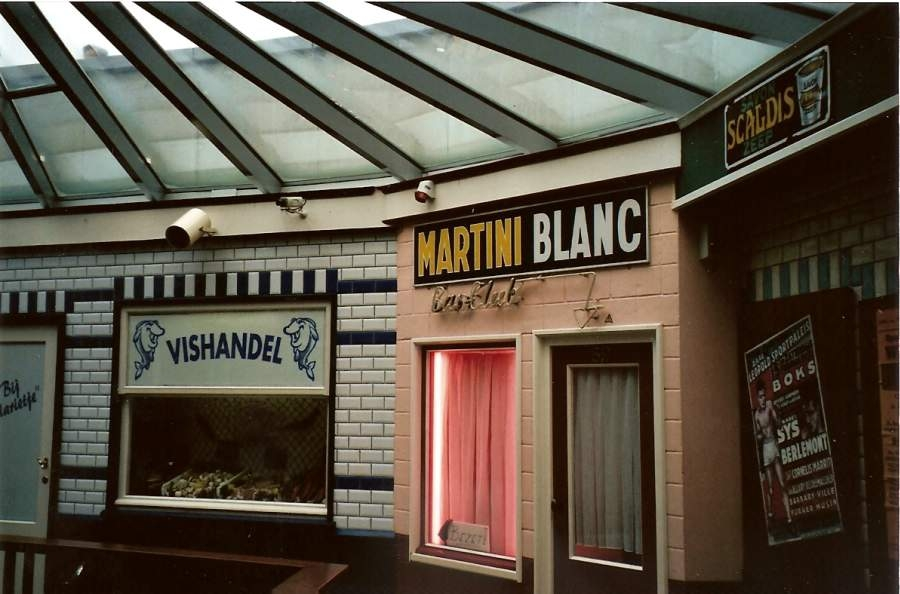
Bordel à Ostende : Il est accosté par une orientale. Tu viens ? Combien ? Éd. Glénat 1986, p. 19.
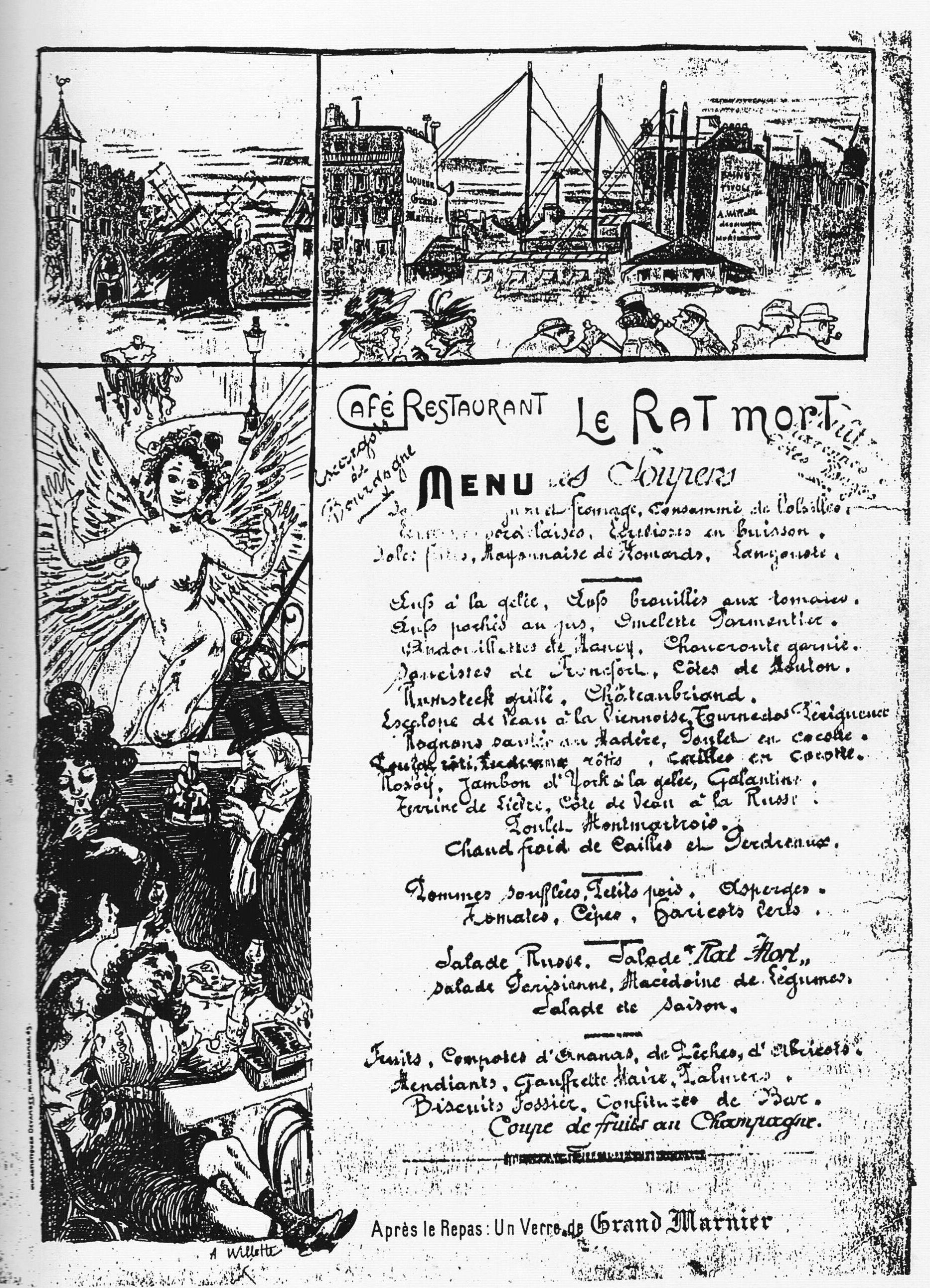
Menu du café-restaurant "Rat mort" à Paris. C'est de là qu'est venu l'idée du Cercle Coecilia de commencer le Bal du Rat mort à Ostende.
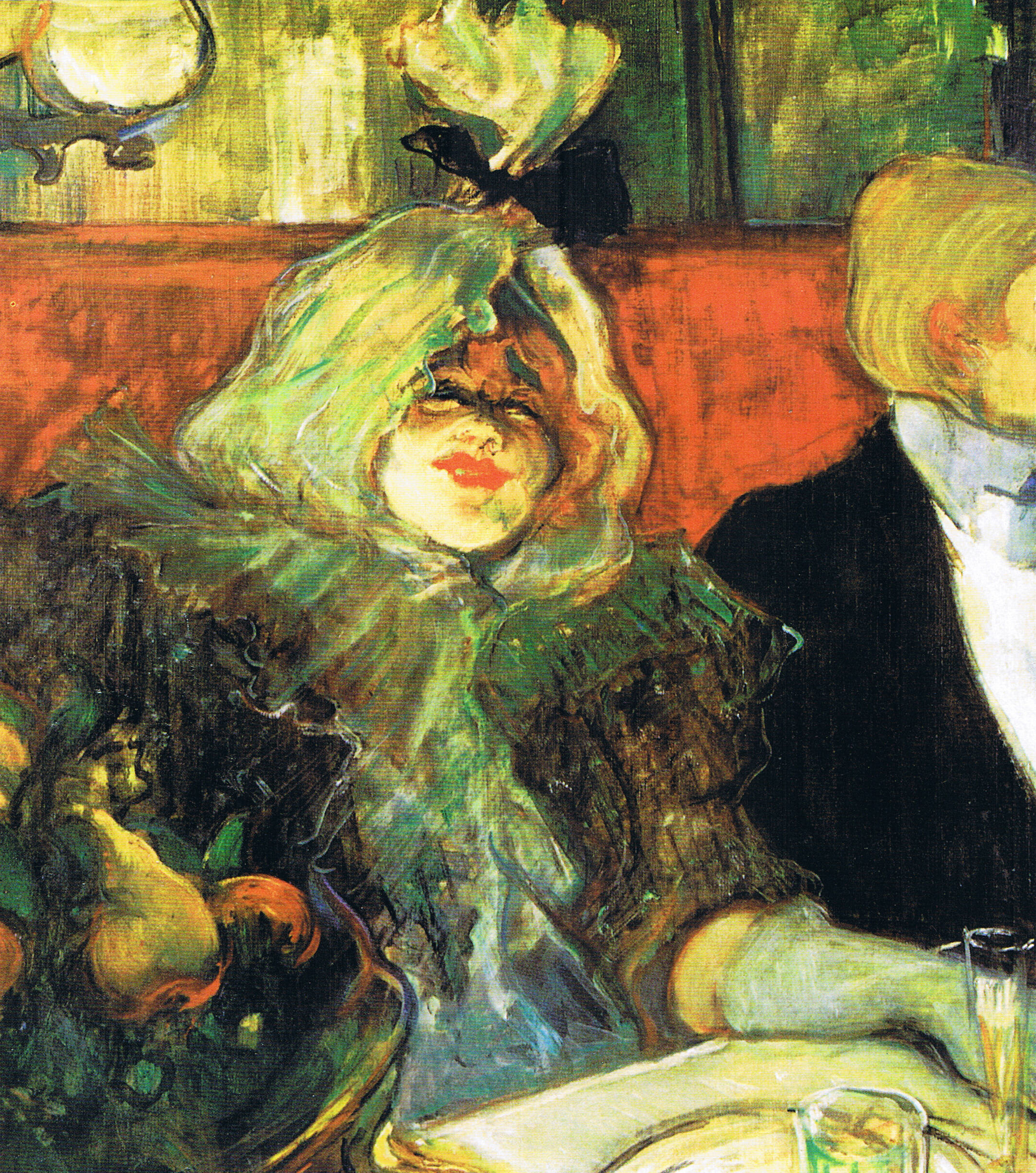
Henri de Toulouse-Lautrec : Au Rat mort, peinture à l'huile de 1899, donc trois ans après la visite du Cercle Coecilia.
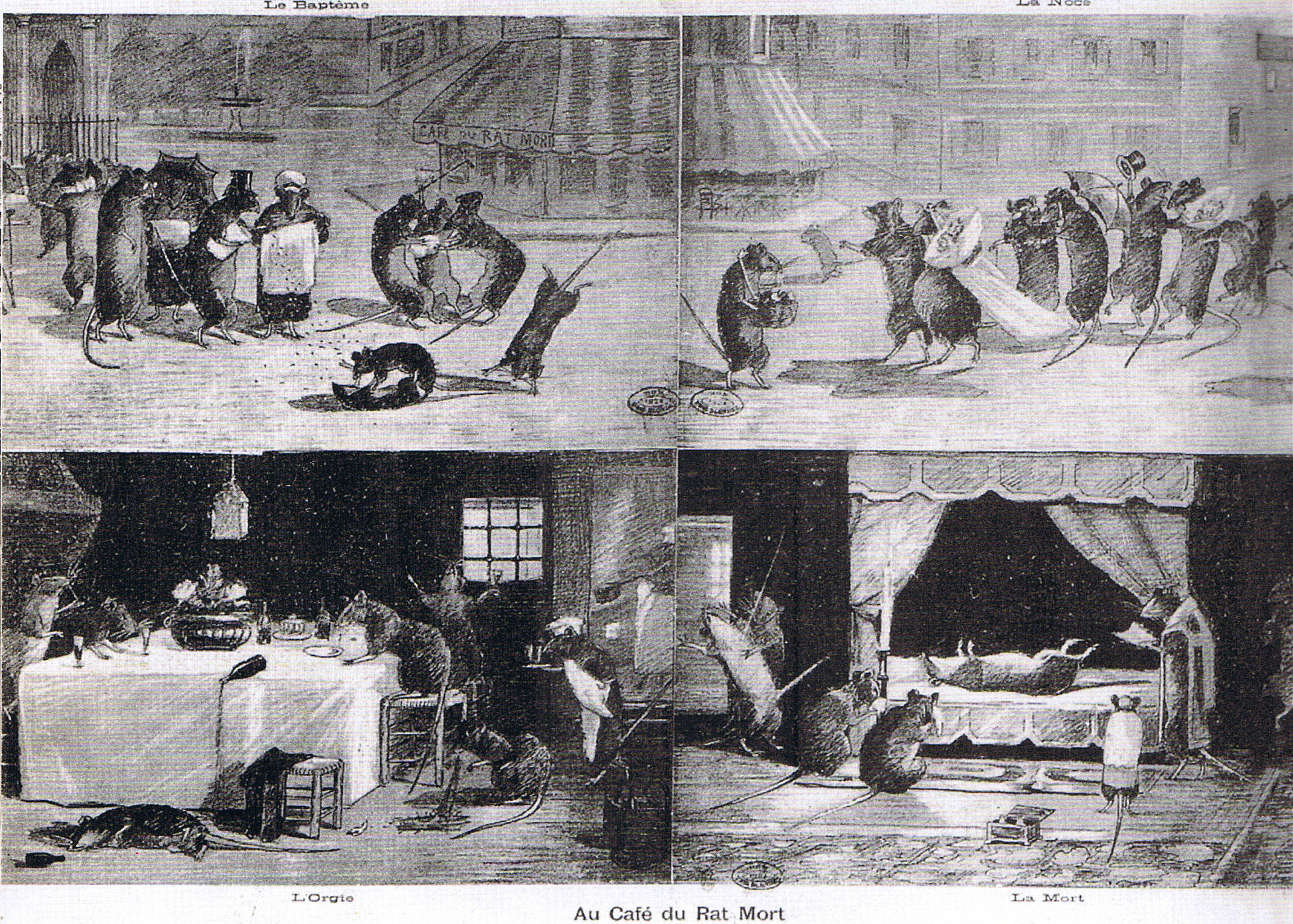
Les rats en action au Café du Rat mort, de gauche à droite : le baptême, les noces, l'orgie et la mort. Donc, le rat est la métaphore de l'orgie comme apogée de la vie des humains.
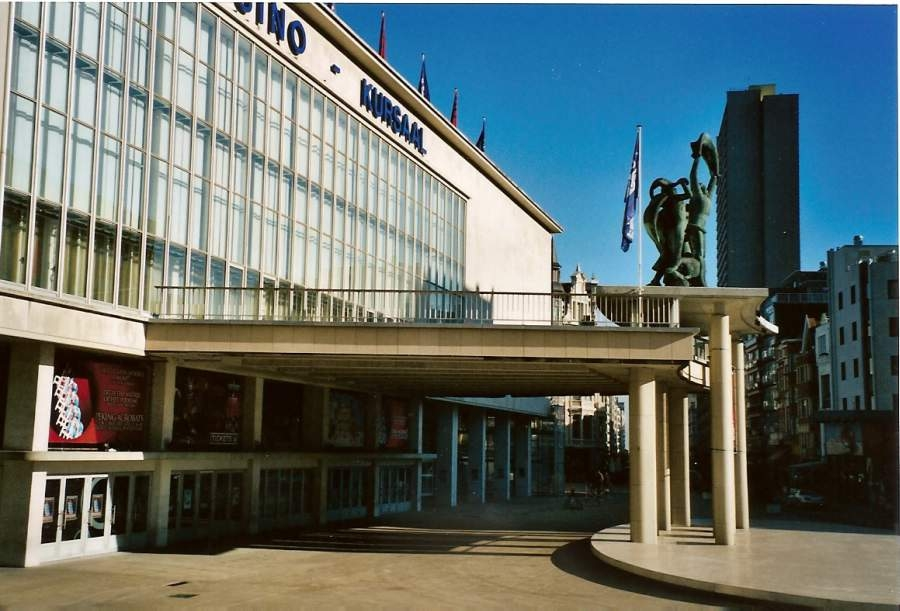
Casino d'Ostende : Le soir tombe sur la ville et commence la grande nuit du mardi-gras. Commentaire sur le dessin du casino de Jean-François Charles à la page 4, éd. Glénat 1986.
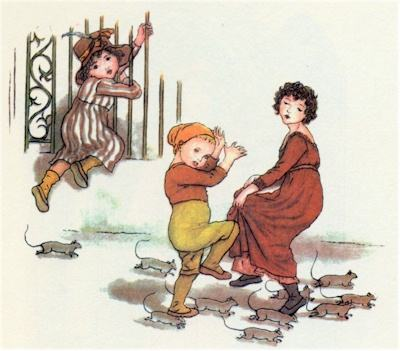
Les rats de Hamelin et les enfants. Pourra-t-il trouver la flûte de Hamelin et chasser les rats de la ville ? Éd. Glénat 1986, p. 3.
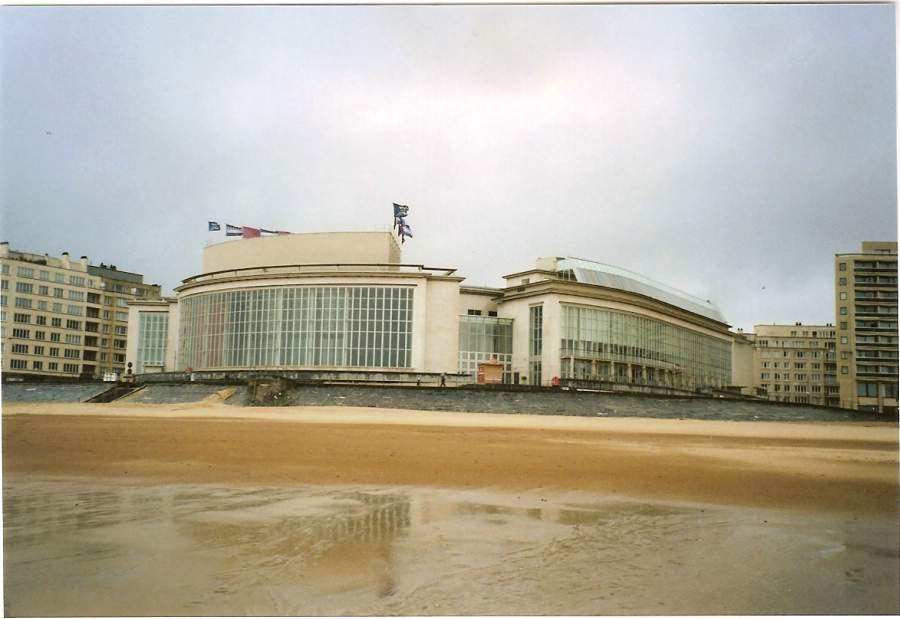
Sous le casino d'Ostende s'entassent les rats : Cependant, sous le casino... Page 13 de l'édition Glénat de 1986.
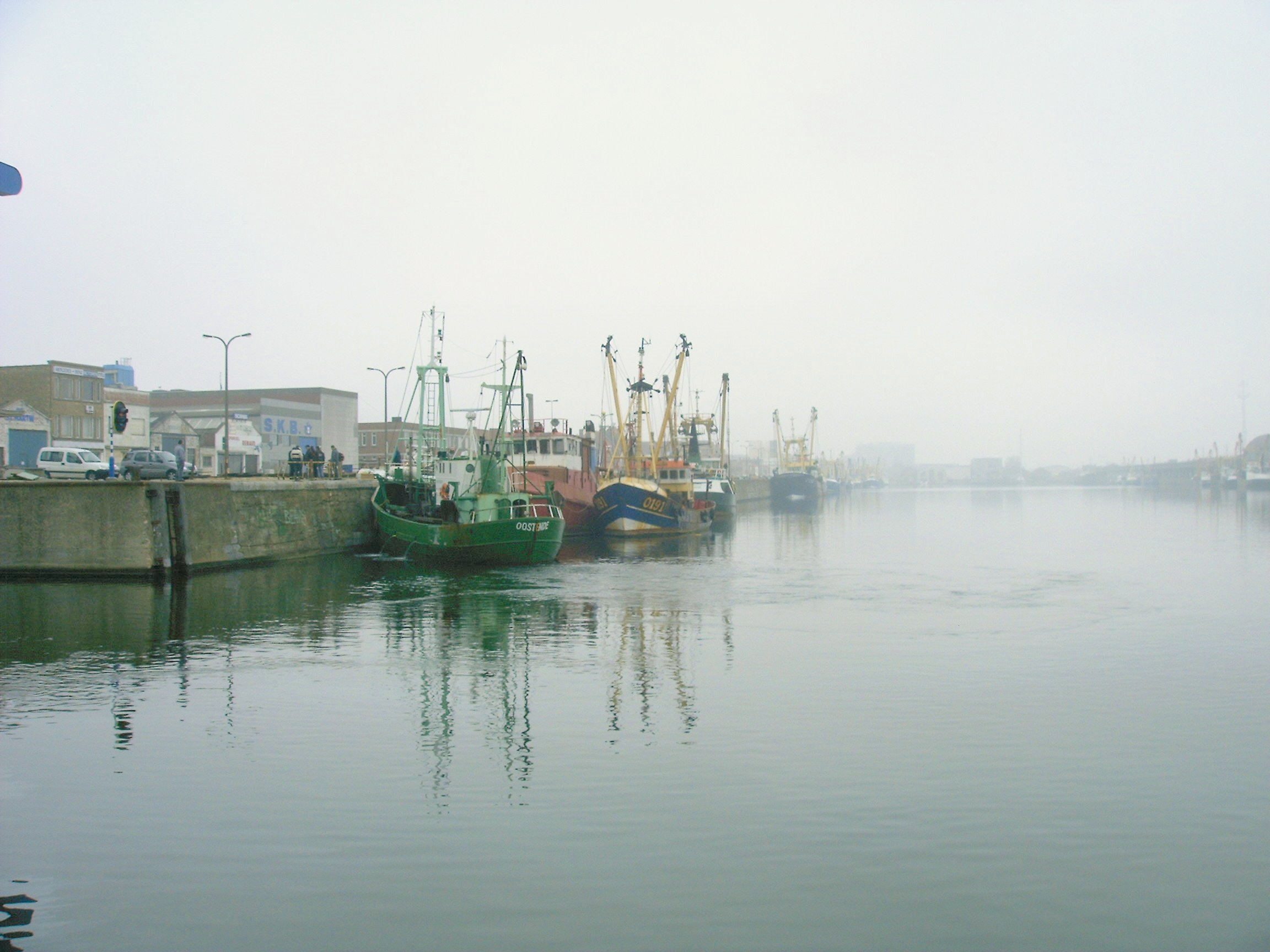
Port de pêche à Ostende: Photo du port de pêche à Ostende dessinée par J.F. Charles dans l'album à la page 4 de l'édition Glénat de 1986: Par une grise journée de février, Ostende somnole encore, tout engourdée par un hiver trop long.
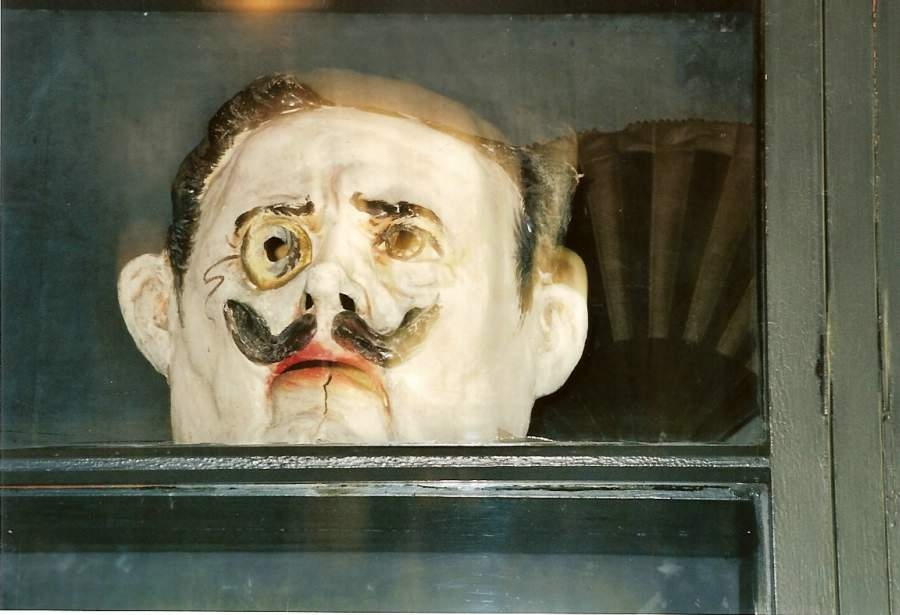
Masque au musée d'Ensor à Ostende[21].
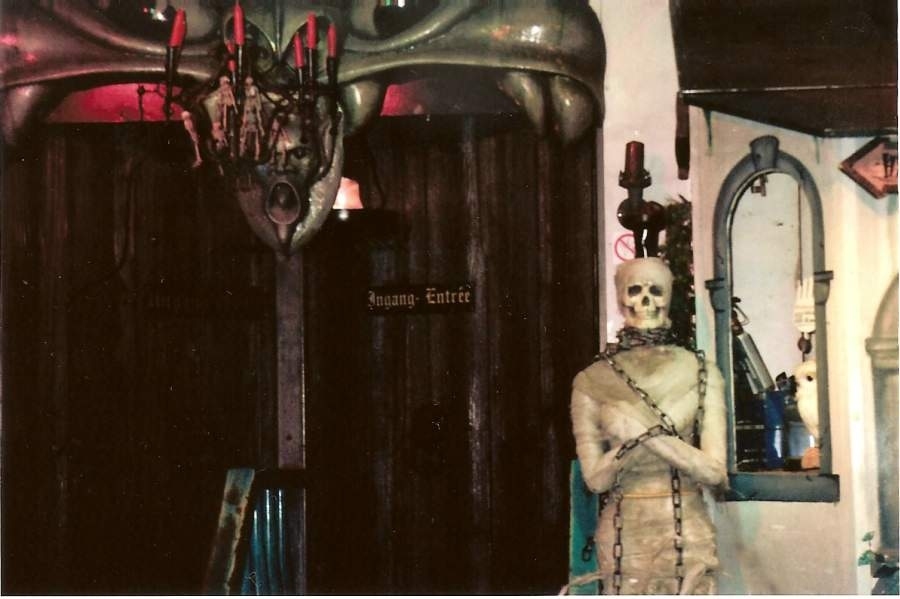
Kermesse d'Ostende, entrée du pavillon d'horreurs: Les forains ont installé toute la panoplie d'amusements dont certains sont aussi vieux que le monde... Passé, présent. Je ne les connais que trop bien, mais l'avenir qui sait ?
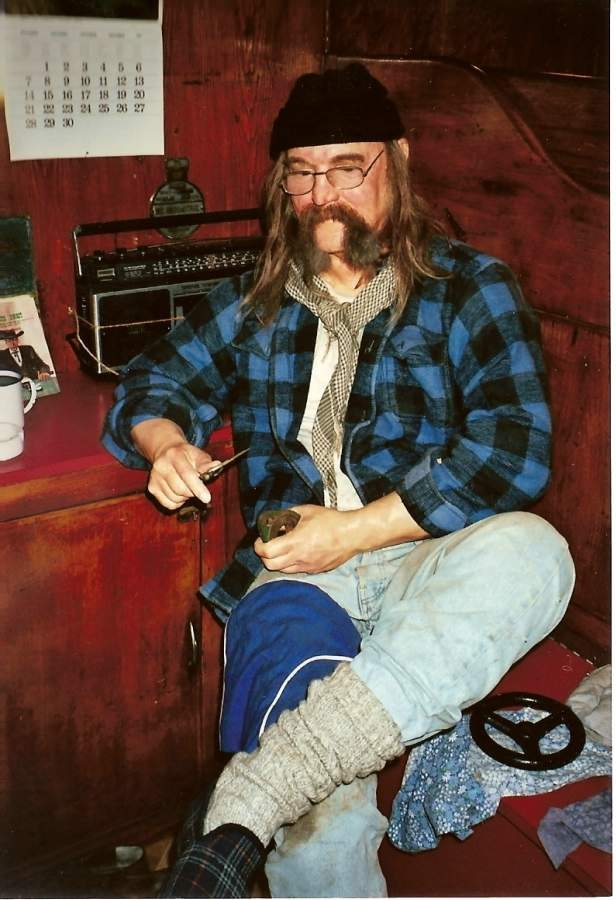
Pêcheur ostendais: Un rat énorme, monstrueux nageait vers la côte. Il était horrible, on est foutu le camp et le poisson aussi...
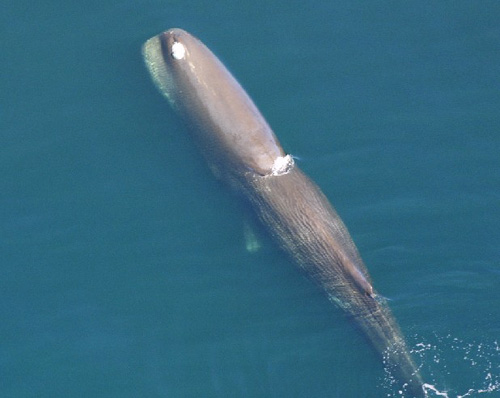
Une masse grouillante de rats semble sortir du ventre du cachalot... Éd. Glénat, p. 9. Le cachalot dans Le Bal du rat mort est inspiré par la peinture Le Jardin des délices (panneau central) de Jérôme Bosch.
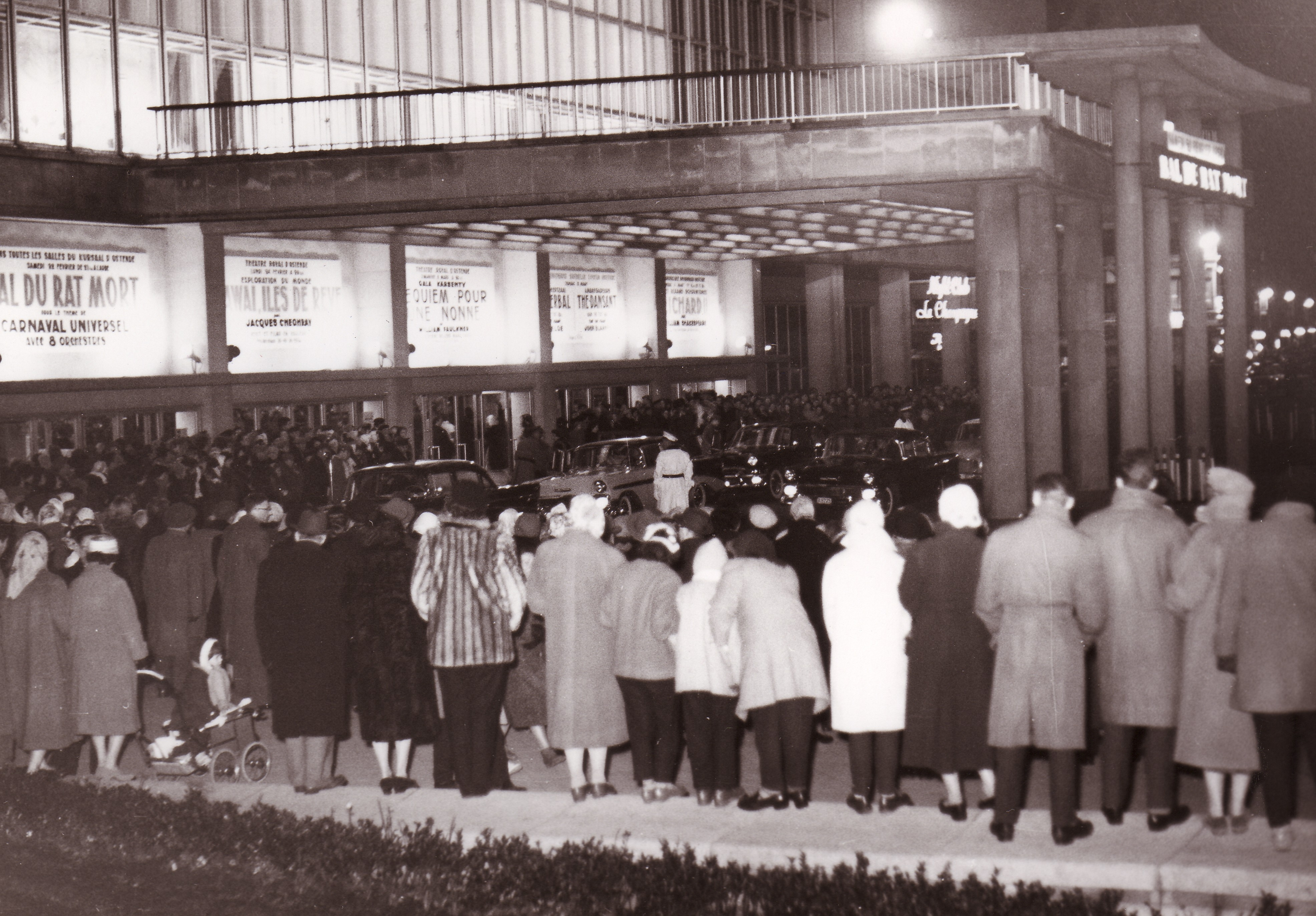
Entrée du casino, Bal du rat mort. (Archief De Plate-Oostende). Comme chaque année, le "Bal du rat mort" attire une foule bigarrée qui se presse, insouciante, aux portes du casino. Cachée par son masque de carnaval, elle s'apprête à vivre une folle nuit... Éd. Glénat 1986, p. 4-5.
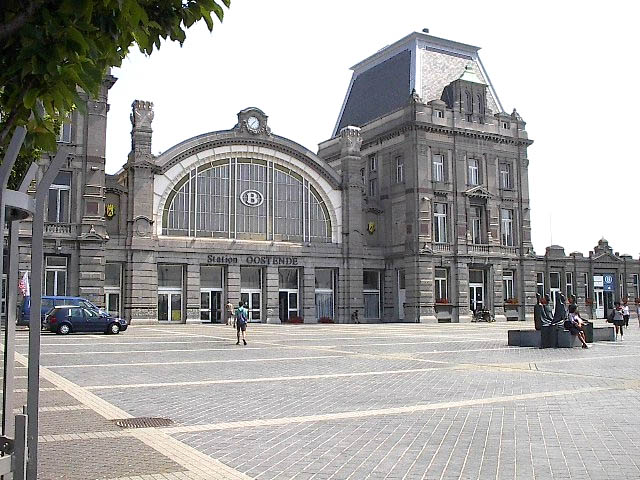
Gare d'Ostende. Le commissaire Reynaart y accueille Lamorgue: Je vous emmène au casino, inspecteur. Le directeur nous y attend… à vous de mener un autre bal si je puisse m'exprimer ainsi. Éd. Glénat 1986, dessin de la gare à la p. 12.
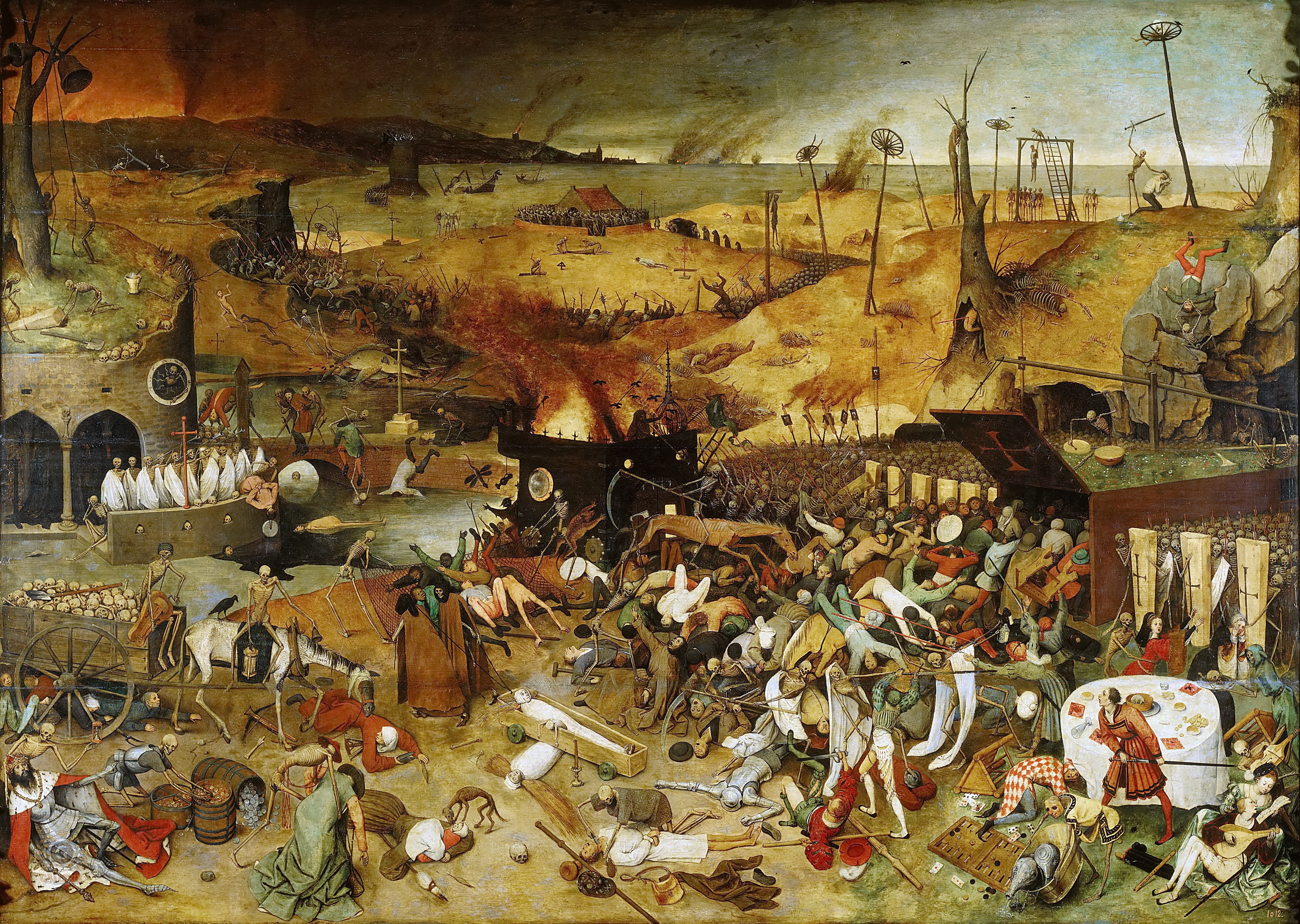
Le Triomphe de la Mort de Breughel l'Ancien.
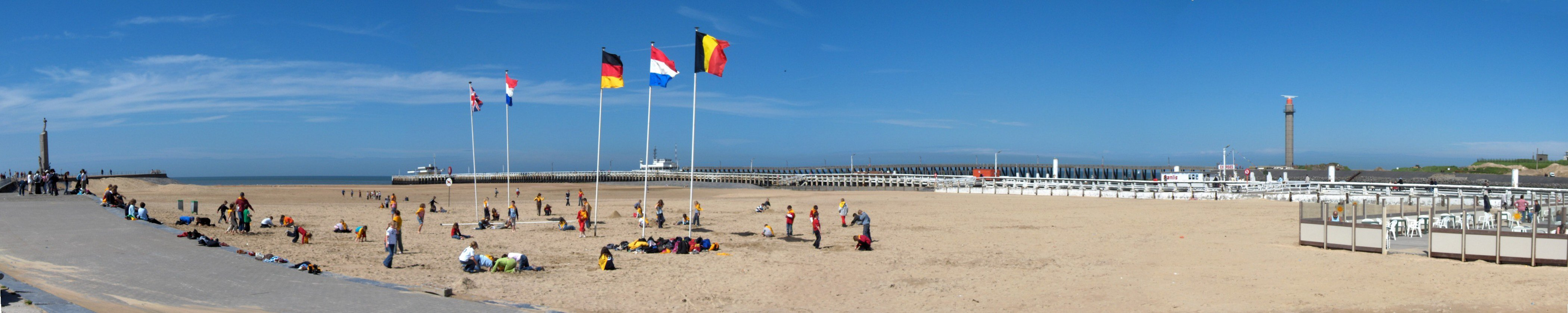
Plage d'Ostende : Quelques semaines plus tard, "La Reine des Plages" est noire de monde, la "Saison" promet.... Éd. Glénat 1986, p. 25.
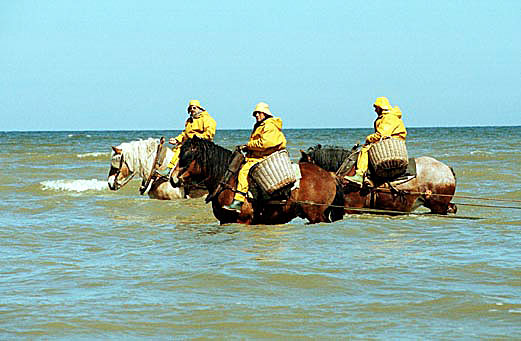
Perdu dans ses pensées, Lamorgue marche le long de la mer. Un pêcheur de crevettes le croise. Il ne fait pas trop froid pour prendre quelque chose? Réponse du pêcheur : Les crevettes ne craignent pas le froid et les rats non plus. Éd. Glénat 1986, p. 16.
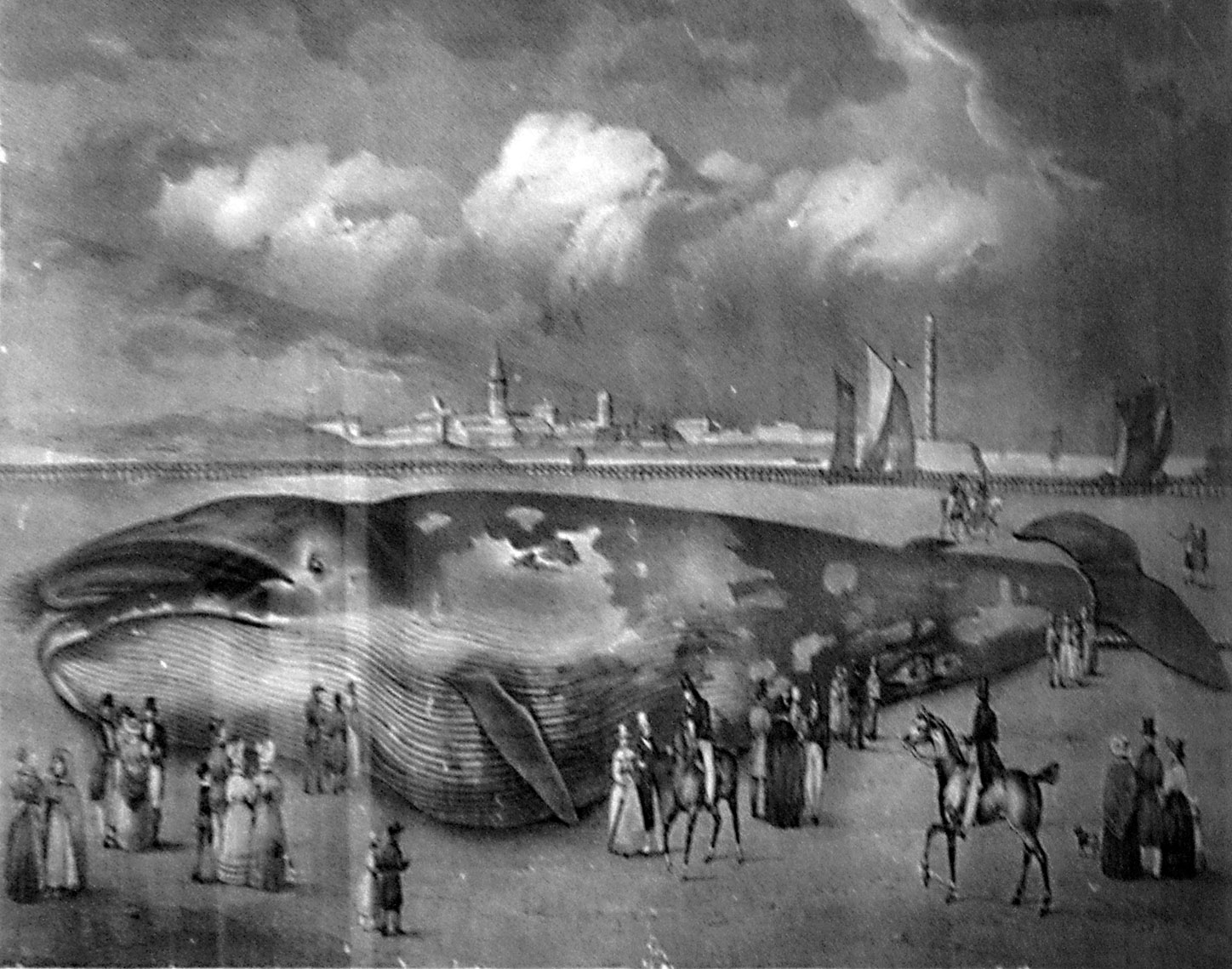
Gravure de la baleine échouée en 1827 à Ostende.
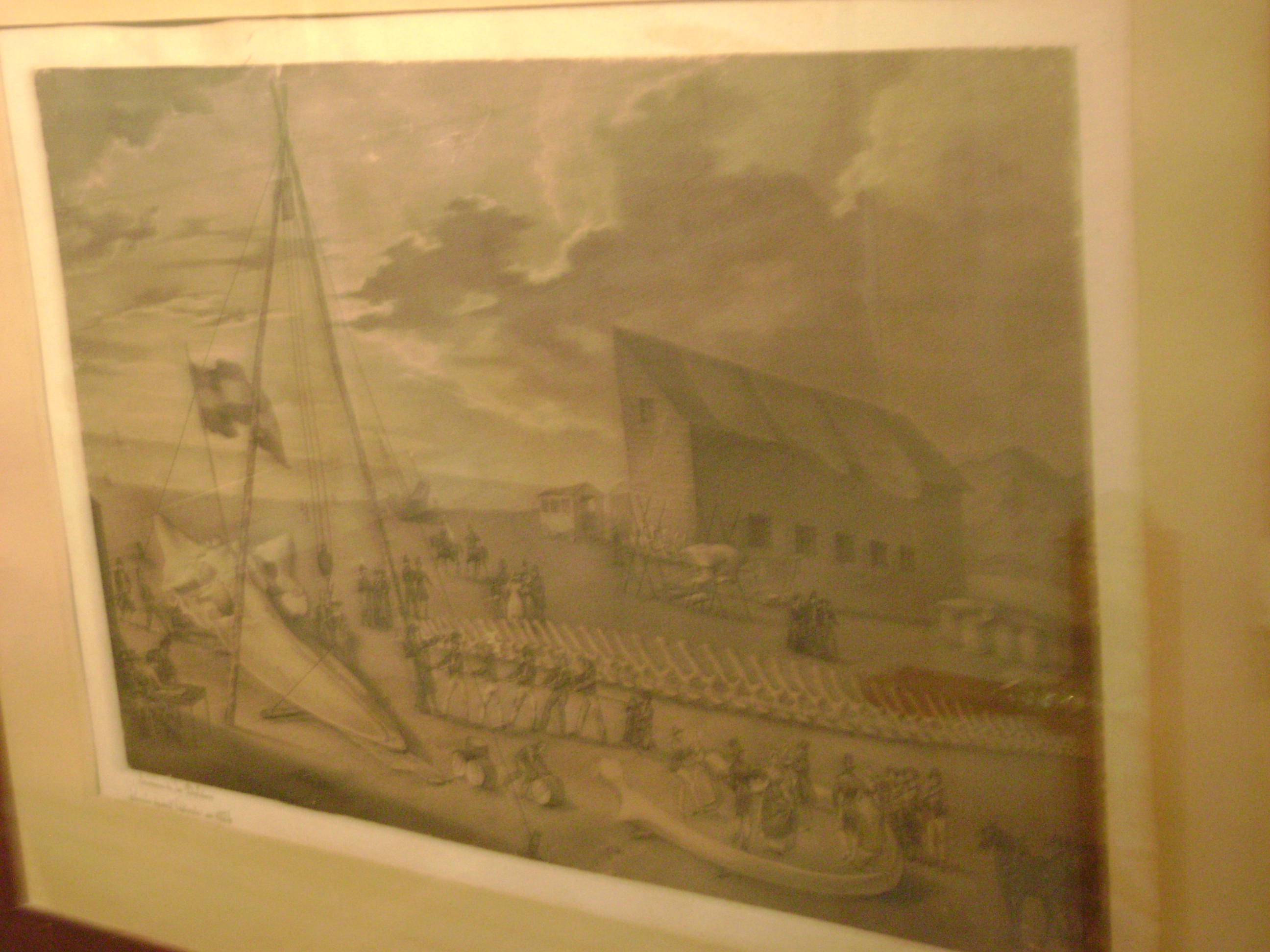
Gravure de la baleine remorquée. Dans Le Bal du rat mort, le cachalot est dégagé par les pompiers en utilisant une grue.
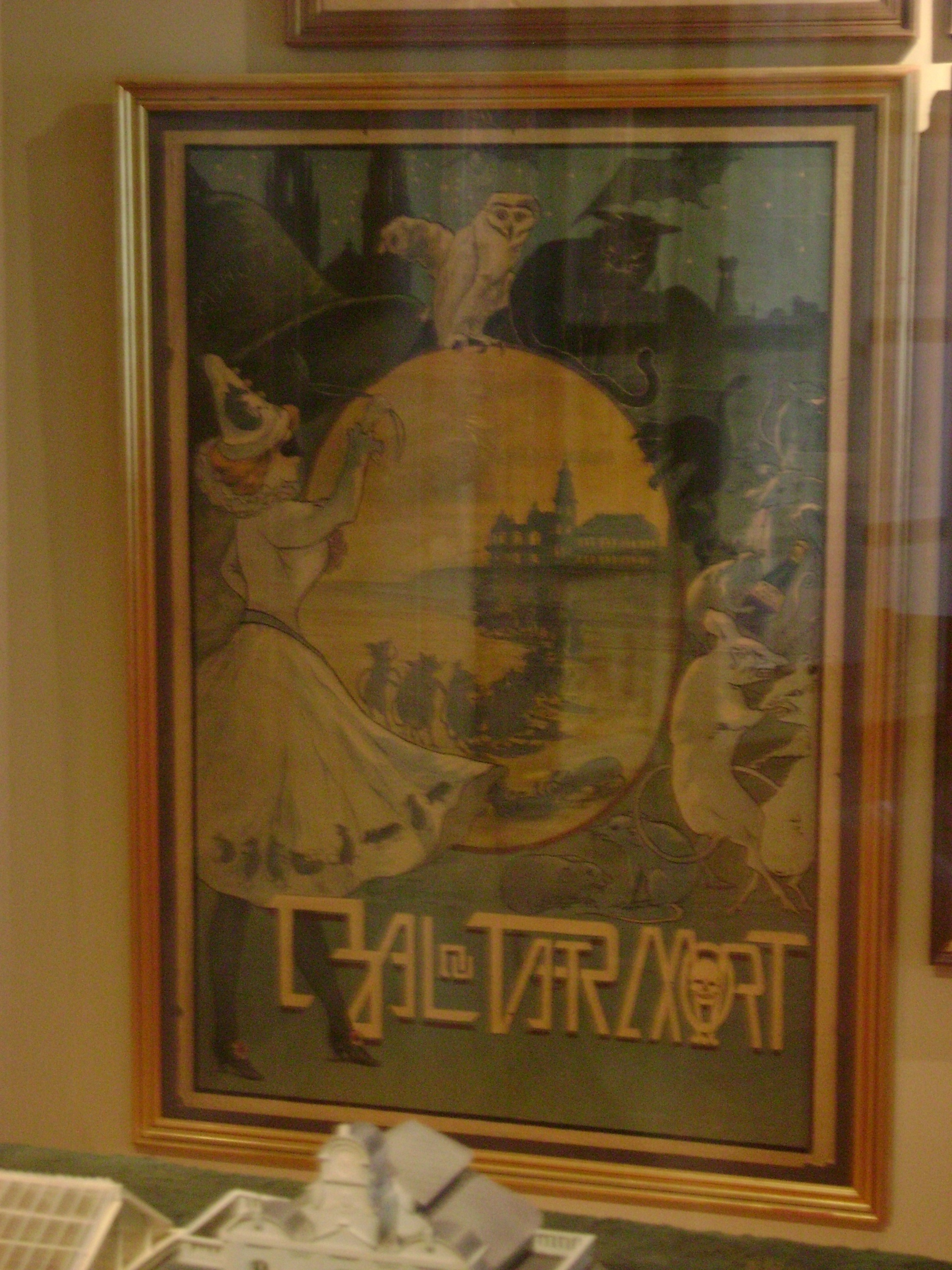
Affiche du Bal du rat mort de 1912.
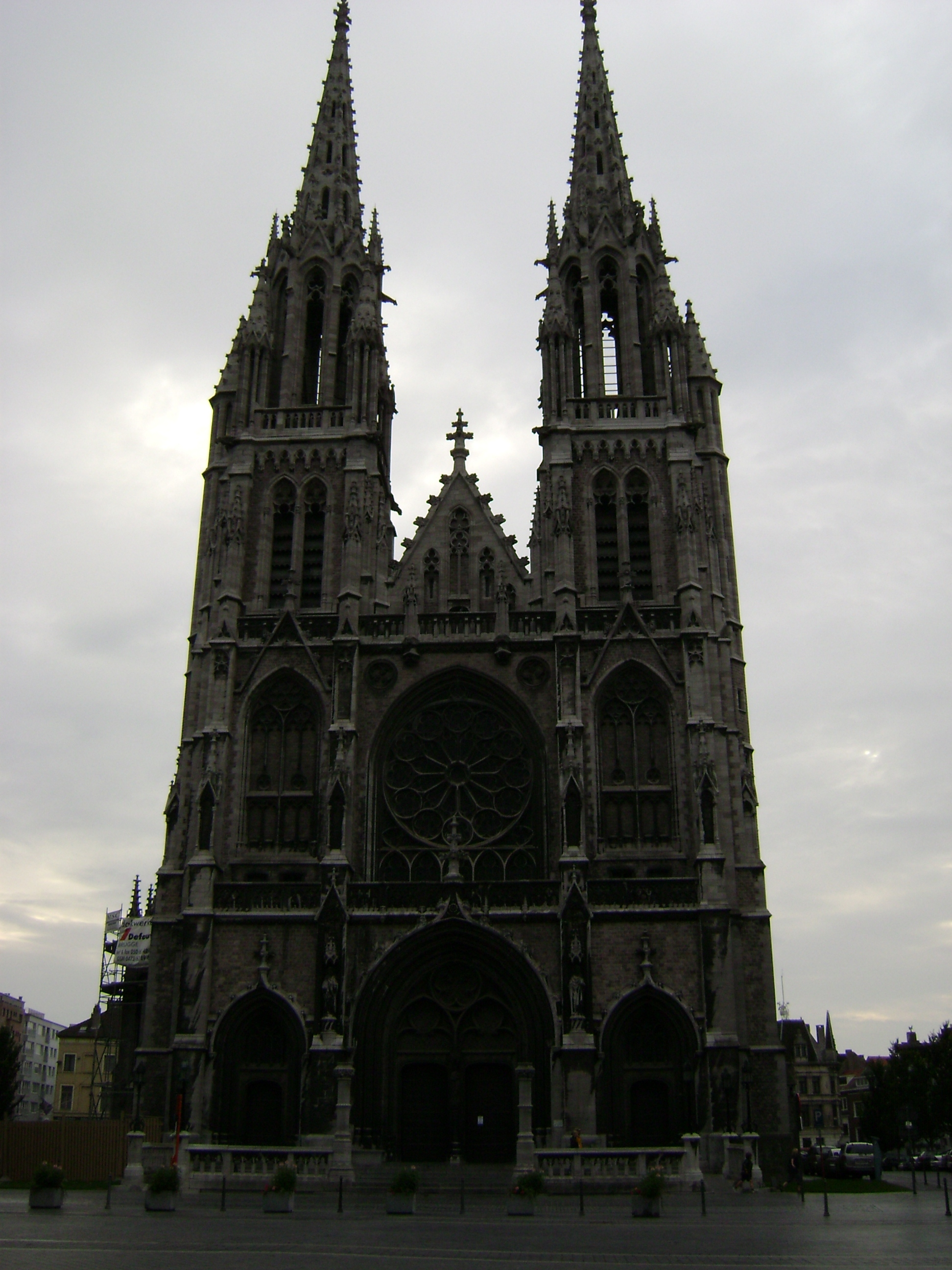
Une panne générale plonge la ville dans l'obscurité... Éd. Glénat 1986, p. 8. Vu sur la sombre église Saint-Pierre et Paul à Ostende, employée par l'auteur pour démontrer la panne d'électricité. En 1999, une panne d'électricité plongea la ville dans le désarroi pendant deux heures.

- Perdu dans ses pensées, Lamorgue marche le long de la mer. Un pêcheur de crevettes le croise. 
Il ne fait pas trop froid pour prendre quelque chose?
Réponse du pêcheur :
 Les crevettes ne craignent pas le froid et les rats non plus. 
Éd. Glénat 1986, p. 16.
- Gravure de la baleine échouée en 1827 à Ostende.
- Gravure de la baleine remorquée. Dans Le Bal du rat mort, le cachalot est dégagé par les pompiers en utilisant une grue[48].
- Affiche du Bal du rat mort de 1912.
- Une panne générale plonge la ville dans l'obscurité...
Éd. Glénat 1986, p. 8.
 Vu sur la sombre église Saint-Pierre et Paul à Ostende, employée par l'auteur pour démontrer la panne d'électricité. En 1999, une panne d'électricité plongea la ville dans le désarroi pendant deux heures[49].

## Éditeurs
- Michel Deligne (1980 - première édition)
- Michel Deligne (1982 - édition en néerlandais)
- Glénat (1986)

## Récompenses
- Prix Saint-Michel du meilleur dessin réaliste 1981.
- Prix Oscar Désiré Vandemuyzewinkel en 1981 à Uccle.